# 上信越高原国立公園
上信越高原国立公園（じょうしんえつこうげんこくりつこうえん）は、日本国の群馬県（上野国）、長野県（信濃国）及び新潟県（越後国）の3県の境界にまたがる国立公園である。上信越国立公園とも言う。

## 概要
浅間山、四阿山、白根山及び岩菅山などの火山麓の火山性高原をはじめとして、谷川岳などの構造山地に、巨大な溶岩台地である苗場山や火山噴出物に起因した台地であるカヤの平の地域等を合わせ、日本を代表する山岳及び高原景観地として、面積約15万haの範囲が日本における15番目の国立公園(1937年に指定された台湾の3か所を含めると18番目)として指定された。これに妙高、戸隠、野尻湖一帯の面積約4万haの地域が追加指定され、その後、追加指定地域一帯が「妙高戸隠連山国立公園」として分離独立し現在に至っている。
本公園は、日本で最も火山の密集した地域[要出典]であり、成層火山やカルデラ、火山性高原等の火山活動による様々な地形と、氷食による断崖、岩壁や蛇紋岩植生が見られる非火山性構造山地等を有し、日本の風景を代表する傑出した自然の風景地となっている。
アルペンスキーワールドカップ大会が日本で初めて苗場スキー場において開催され、長野冬季オリンピックおよび長野冬季パラリンピックの会場に志賀高原スキー場などが使用されるなど、上質な雪質を利用したスキー場が早くから開発されているほか、四万温泉、谷川温泉など数多くの温泉が知られており、また草津温泉や野沢温泉などの日本を代表する温泉地が本公園に隣接して存在する。グリーンシーズンにおいては湿原や湖沼周辺の散策、トレッキングをはじめ、登山者らで賑わい、林間学校等の環境教育の場やスポーツ、音楽活動などの合宿の場としても利用され、また、浅間山や四阿山などの火山麓の緩やかな地形を利用した良質なゴルフ場が点在するなど、全国の国立公園の中でも利用に重点が置かれている。
本公園のテーマは「山と高原が彩るレクリエーションワールド」。山々の景観要素からなる風致景観を保全しながら、これらを活かして行われる多種多様な利用を適切に推進する国立公園を目指している。

## 年表
- 1921年(大正9年) - 上林スキー場が開かれた。
- 1927年(昭和2年)4月8日 - 渋の地獄谷噴泉が国の天然記念物に指定された。
- 1949年(昭和24年)9月7日 - 厚生省は三国山脈から浅間山にかけての地域を指定した[12]。
- 1955年(昭和30年)2月15日 - カモシカが国の特別天然記念物に指定された。
- 1956年(昭和31年)7月10日 - 厚生省は、新潟県南西部および長野県北部の「妙高・戸隠地域」を追加指定した[13]。
- 1965年(昭和40年)5月12日 - イヌワシが国の天然記念物に指定された。
- 1975年(昭和50年)6月26日 - ヤマネが国の天然記念物に指定された。
- 1998年(平成10年)2月7日～3月14日 - 志賀高原地域の東館山スキー場、焼額山スキー場、かんばやしスキー＆スノーボードパークならびに妙高・戸隠地域の飯綱高原スキー場が、長野冬季オリンピックおよび長野冬季パラリンピックの競技会場として使用された。
- 2007年(平成19年)3月30日 - 草津・万座・浅間地域の区域を変更した[14]。
- 2008年(平成20年)3月28日 - 志賀高原石の湯のゲンジボタル生息地が国の天然記念物に指定された。
- 2010年(平成22年)12月17日 - 須坂・高山地域の区域を変更した。
- 2014年(平成26年)4月18日 - 環境省は妙高・戸隠地域を分離して、平成26年度内に新たな国立公園として指定する方針を明らかにした[15]。
- 2015年(平成27年)1月20日 - 中央環境審議会は妙高・戸隠地域の分離について「妙高戸隠連山国立公園」(長野県・新潟県)として約4万ヘクタールを新たな国立公園に指定することを決め、望月義夫環境相に答申した[16]。
- 2015年(平成27年)3月27日 - 環境省は「妙高戸隠連山国立公園」を国立公園に指定し、妙高・戸隠地域は本公園区域から分離した[17]。谷川地域の区域を変更(減少)および計画を変更した。
- 2019年(平成31年)1月31日 - 志賀高原地域の計画を変更(自然保護規制を強化し特別地域を24%から85%に拡大)した。区域の変更はない。

## 区域・面積
本公園の区域は、おおむね朝日岳、清水峠、谷川岳、清津峡、三国峠、苗場山、白砂山、毛無山、烏帽子岳、岩菅山、志賀高原、白根山、四阿山、山田温泉、菅平高原、鳥居峠、浅間山、軽井沢町北部と碓氷峠一帯である。

### 関係市町村
| 群馬県   | 安中市                         | 安中市                             |
| 群馬県   | 吾妻郡                         | 中之条町、長野原町、嬬恋村、草津町 |
| 群馬県   | 利根郡                         | みなかみ町                         |
| 長野県   |                                |                                    |
| 須坂市   |                                |                                    |
| 小諸市   |                                |                                    |
| 東御市   |                                |                                    |
| 上田市   |                                |                                    |
| 北佐久郡 | 軽井沢町、御代田町             |                                    |
| 上高井郡 | 高山村                         |                                    |
| 下高井郡 | 山ノ内町、木島平村、野沢温泉村 |                                    |
| 下水内郡 | 栄村                           |                                    |
| 新潟県   |                                |                                    |
| 南魚沼市 |                                |                                    |
| 十日町市 |                                |                                    |
| 南魚沼郡 | 湯沢町                         |                                    |
| 中魚沼郡 | 津南町                         |                                    |

### 面積
本公園の面積は148,194haで、このうち原生的な景観の核心地域は17,741haである。

本公園は、管理の合理性などを考慮して5地域に区分され、このうち苗場地域が再検討実施未了(2020年9月末時点)であることから、正確な面積については今後大きく変わりうる。
| 単位：ha             | 特別 保護地区 | 第1種 特別地域 | 第2種 特別地域 | 第3種 特別地域 | 普通地域 | 公園面積 |
| -------------------- | ------------- | -------------- | -------------- | -------------- | -------- | -------- |
| 草津・万座・浅間地域 | 2,507         | 1,563          | 13,984         | 3,018          | 43,693   | 64,765   |
| 須坂・高山地域       | 0             | 224            | 1,575          | 1,667          | 9,676    | 13,142   |
| 谷川地域             | 2,050         | 2,070          | 2,187          | 234            | 8,367    | 14,908   |
| 志賀高原地域         | 2,914         | 6,230          | 7,834          | 4,192          | 3,816    | 24,986   |
| 苗場地域             | 検討中        | 検討中         | 検討中         | 検討中         | 検討中   | (30,393) |
| 合計                 |               |                |                |                |          | 148,194  |

## 地形・地理
本公園は、火山活動や氷河の作用などによる特徴的な地形が多岐に亘る。
谷川地域を除く大部分が2,000m級の山々と、志賀高原に代表される火山の裾野に広がる火山性高原等の平坦地で構成され、浅間山や白根山(草津白根山(湯釜付近))などの活火山と、志賀山や苗場山などの古い火山とが、概ね群馬県、長野県および新潟県の各行政界周辺に点在している。谷川地域の中核をなす谷川連峰は、2,000mに満たない中級山岳であるが、山容はヨーロッパのアルプス山脈を彷彿とさせる景観を呈しまさしく高山的である。
河川は、日本海を河口とする信濃川(千曲川)水系と、太平洋を河口とする利根川水系に大別される。V字谷においては野反湖、奥四万湖などの人造湖(ダム湖)が存在する。草津・万座・浅間地域、志賀高原地域および苗場地域には、火口湖や火山性高原の窪地やカルデラに形成された池や沼が数多く存在し、こうした池や沼の一部は長年の土壌の堆積などにより湿原となって点在している。
公園区域全体に亘り温泉が数多く存在し、本公園内および隣接地区には大小の温泉宿泊地が古くから形成されている。

### 地形
1995～1999年度にかけて国土地理院が、特徴的な地形について地形学の専門家の協力を得て実施した調査に基づく、代表的なものは以下のとおりである。
　
| 地形の種類                  | 地形の種類         | 所在                                               |
| --------------------------- | ------------------ | -------------------------------------------------- |
| 火山の活動 による地形       | 成層火山           | 浅間山                                             |
| 火山の活動 による地形       | 溶岩円頂丘         | 離山                                               |
| 火山の活動 による地形       | 火山砕屑丘         | 本白根山、逢ノ峰、鉢山                             |
| 火山の活動 による地形       | 寄生火山［側火山］ | 小浅間山                                           |
| 火山の活動 による地形       | 火口               | 白根山涸沼、本白根山、浅間山                       |
| 火山の活動 による地形       | 火口湖             | 白根山湯釜、白根山弓池                             |
| 火山の活動 による地形       | 溶岩流             | 鬼押出溶岩流、志賀山溶岩流                         |
| 火山の活動 による地形       | 火山性高原         | 嬬恋高原、草津高原、六里ヶ原、志賀高原、苗場山頂部 |
| 火山の活動 による地形       | 火砕流台地         | 浅間山南西麓                                       |
| 火山の活動 による地形       | 堰止湖             | 大沼池                                             |
| 火山の活動 による地形       | 溶岩末端崖         | 鬼押出溶岩流                                       |
| 火山の活動 による地形       | 溶岩樹型           | 浅間山溶岩樹型(鬼押出溶岩流)                       |
| 地質を反映 した地形         | 奇岩怪石           | 四阿山的岩                                         |
| 地質を反映 した地形         | 柱状節理・板状節理 | 幕岩、清津峡                                       |
| 河川の作用 による地形       | 峡谷               | 清津峡                                             |
| 河川の作用 による地形       | 滝および滝壺       | 常布の滝、米子大瀑布                               |
| 河川の作用 による地形       | ナメ・淵           | 石樋(群馬県吾妻郡嬬恋村大字干俣)                   |
| 河川の作用 による地形       | 湧泉・湧泉群       | 白糸の滝                                           |
| 河川の作用 による地形       | 自然河川           | 湯檜曽川                                           |
| 氷河・周氷河 作用による地形 | 化石構造土         | 平標山                                             |
| 氷河・周氷河 作用による地形 | 構造土             | 本白根山鏡池                                       |
| 氷河・周氷河 作用による地形 | 雪食凹地           | 平標山、谷川岳、朝日岳                             |
| 氷河・周氷河 作用による地形 | 風食裸地           | 平標山、白毛門                                     |
| 氷河・周氷河 作用による地形 | アバランチシュート | 鳥甲山                                             |
| 氷河・周氷河 作用による地形 | 非対称山稜         | 谷川岳稜線、谷川連峰                               |
| その他の地形                | 鋸歯状山稜         | 谷川岳堅炭岩針峰群                                 |
| その他の地形                | 高層湿原・地塘     | 朝日岳山頂、芳ヶ原湿原、苗場湿原                   |
| その他の地形                | 中間湿原           | 一ノ瀬湿原                                         |

### 山岳
（標高/地域/名山・分水嶺）
＜凡例＞
地域：草=草津・浅間・万座地域、須=須坂・高山地域、谷=谷川地域、志=志賀高原地域、苗=苗場地域
名山：百=日本百名山、二=日本二百名山、三=日本三百名山
分水嶺：○=太平洋と日本海の分水嶺

#### 主な山岳
国土地理院地形図に記載されている標高2000m以上の山岳およびその他の主な山岳は以下のとおりである。
|                        | 標高(m) | 地域 | 名山 | 分水嶺 | 備考 |
| ---------------------- | ------- | ---- | ---- | ------ | --- |
| 浅間山                 | 2568    | 草   | 百   | ○      | 本公園内の最高峰。外輪山である前掛山、黒斑山と識別として釜山ともいう。代表的な成層火山の一つ。                                    |
| 前掛山                 | 2524    | 草   |      | ○      | 浅間山の第2外輪山の一つ。 |
| 黒斑(くろふ)山         | 2404    | 草   |      | ○      | 浅間山の第1外輪山の一つ。 |
| 蛇骨岳                 | 2366    | 草   |      | ○      | 浅間山の第1外輪山の一つ。 |
| 四阿(あずまや)山       | 2354    | 草須 | 百   | ○      | 須坂・高山地域の最高峰。三角点の標高は2333.2m。南西麓に菅平牧場が広がる。                                                         |
| 裏岩菅山               | 2341    | 志   |      |        | 志賀高原地域の最高峰。山頂直下が長野冬季オリンピック滑降コースのスタート地点となる構想があった。                                  |
| 横手山                 | 2307    | 志草 | 三   | ○      | 三角点の標高は2305.0m。索道が年間を通じて山頂付近まで運行しており、日本三百名山で最も容易に山頂に到達できる山の一つとなっている。 |
| 岩菅山                 | 2295.3  | 志   | 二   |        | スキー場開発構想が白紙となり西側麓は貴重な原生林が残っている。                                                                    |
| 剣ヶ峰                 | 2281    | 草   |      |        | 浅間山の第1外輪山の一つ。 |
| 烏帽子岳               | 2230.7  | 志   |      |        | 岩菅山と切明を結ぶ稜線上に存する。                                                                                                |
| 東篭ノ登山             | 2227.9  | 草   |      | ○      | 西篭ノ登山(標高2212m)とともに西麓(標高1740～1920m)に湯の丸スキー場が広がる。南麓の標高2061mまで乗用車で到達できる(駐車場あり)。   |
| 根子岳                 | 2207    | 須草 |      |        | 南西麓に菅平牧場、菅平グリーンゴルフ、上田菅平高原グランヴィリオゴルフ倶楽部、菅平高原スノーリゾートがある。                      |
| 水ノ塔山               | 2202    | 草   |      | ○      | |
| 佐武流山               | 2191.6  | 苗   | 二   |        | 苗場地域の最高峰。 |
| 本白根山               | 2171    | 草   | 百   |        | 三角点は2165.0m。南麓(標高1560～2140m)に表万座スノーパークが、東麓(標高1250～1620m)に草津温泉スキー場が広がる。                   |
| 御飯岳                 | 2160.4  | 草須 |      | ○      | 北麓の標高1900mまでは乗用車で登ることができる(山頂への登山道なし)。登山路は南側稜線の毛無峠(標高1823m)から約2km。                 |
| 白根山                 | 2160    | 草   |      |        | 本白根山、逢ノ峰などの白根山群を合わせて草津白根山ともいう。西麓(標高1760～2000m)に万座温泉スキー場が広がる。                     |
| 苗場山                 | 2145.2  | 苗   | 百   |        | 山頂付近に自然体験交流センター(苗場山頂ヒュッテ)がある。                                                                          |
| 白砂山                 | 2139.8  | 草苗 | 二   | ○      | 群馬県、長野県、新潟県の行政界に存する。三国山(標高1636.3m)は本峰の東北東12kmに位置する。                                         |
| 寺子屋峰               | 2125.2  | 志   |      |        | 北西麓(標高900～2060m)に寺小屋スキー場が広がる。                                                                                  |
| 三方ヶ峰               | 2112    | 草   |      | ○      | 三角点の標高は2040.7m。火口は「高山植物の宝庫」と呼ばれる池の平湿原となっている。                                                 |
| 牙(ぎっぱ)山           | 2111    | 草   |      |        | 浅間山の第1外輪山の一つ。 |
| 逢ノ峰                 | 2110.1  | 草   |      |        | 白根山群の火山の一つ。登山口(標高2014m)までは乗用車で登ることができる。                                                           |
| 上ノ倉山               | 2107.9  | 草苗 |      | ○      | |
| 赤石山                 | 2109    | 草志 |      | ○      | |
| 高峯山                 | 2106    | 草   |      |        | 東麓の標高1973m(車坂峠)まで乗用車で登ることができる(駐車場あり)。北麓(標高1880～2040m)にアサマ2000パークスキー場が広がる。        |
| 八十三山               | 2101    | 苗   |      |        | |
| 湯ノ丸山               | 2101    | 草   |      | ○      | 三角点の標高は2099.1m。東麓の標高1800m付近の湯の丸レンゲツツジ群落がひろがるコンコン平には地蔵峠付近から索道が整備されている。    |
| 浦倉山                 | 2090.8  | 草須 |      | ○      | 東麓(標高1380～2090m)に広がるパルコールつま恋スキー場の索道を利用して本峰の南嶺(標高2119m)近くの標高2090mまで行くことができる。   |
| 忠次郎山               | 2084    | 草苗 |      | ○      | |
| 大高山                 | 2079.6  | 草志 |      |        | |
| 笠ヶ岳                 | 2075.9  | 志須 | 三   |        | 標高1905mまでは乗用車で登ることができる。西麓(標高1490～1770m)に山田牧場(ヤマボクワイルドスノーパーク)が広がる。                  |
| 大黒山                 | 2066    | 苗   |      |        | |
| 烏帽子岳               | 2066    | 草   |      |        | 山頂からは北アルプスや上信越山系のパノラマが広がり、眼下には千曲川の流れを見おろせる。                                            |
| 大倉山                 | 2054.1  | 苗   |      |        | |
| 龍ノ峯                 | 2053    | 苗   |      |        | 近傍の三角点は標高2036.8m。 |
| 堂岩山                 | 2051    | 草苗 |      | ○      | |
| 鉢山                   | 2041    | 志   |      |        | 代表的な火山砕屑丘地形のひとつ。                                                                                                  |
| ダン沢ノ頭             | 2040.5  | 草志 |      | ○      | |
| 鳥甲山                 | 2037.7  | 志   | 二   |        | 山頂付近は代表的なアバランチシュート地形の一つ。                                                                                  |
| 志賀山                 | 2035.7  | 志   |      |        | 地図には記載されていないが裏志賀山は標高2037m。                                                                                   |
| 上ノ間山               | 2033.5  | 草苗 |      | ○      | |
| 神楽ヶ峰               | 2030    | 苗   |      |        | 東麓(標高620～1840m)にかぐらスキー場が広がる。                                                                                    |
| 仙ノ倉山               | 2026.3  | 谷苗 | 二   | ○      | 谷川地域および谷川連峰の最高峰。                                                                                                  |
| 老ノ倉山               | 2024    | 須   |      |        | 標高1940mまでは乗用車で登ることができる。登山口の標高は1919m。                                                                    |
| 焼額山                 | 2011    | 志   |      |        | 三角点の標高は1960.4m。南東麓(標高1550～2000m)に焼額山スキー場、北東麓(同1470～2005m)に奥志賀高原スキー場が広がる。               |
| 黒湯山                 | 2007.2  | 草須 |      | ○      | |
| 土鍋山                 | 2002    | 草須 |      | ○      | 三角点の標高は1999.5m。 |
| 破風岳                 | 1999    | 草須 |      | ○      | 西麓(標高1400～1990m)は五味池破風高原自然園として整備され、レンゲツツジの群落がみごとである。                                     |
| 万座山                 | 1994.5  | 草須 |      | ○      | 南麓には万座温泉郷と万座温泉スキー場がある。                                                                                      |
| 平標(たいらっぴょう)山 | 1983.8  | 谷苗 |      | ○      | 山頂付近は、化石構造土、雪食凹地、風食裸地などの氷河による特徴的な地形が見られる。                                                |
| 谷川岳                 | 1977    | 谷苗 | 百   | ○      | 左記はオキノ耳の標高。トマノ耳は標高1963m。                                                                                       |
| 一ノ倉岳               | 1974.1  | 谷苗 |      | ○      | 山頂直下をJR上越線の新清水トンネル(延長13,500m)が通過し、そのすぐ東側直下を清水トンネル(延長9,702m)が通過する。                   |
| 朝日岳                 | 1945.2  | 谷   | 三   |        | 本公園の東端にある高峰。 |
| 竜王山                 | 1936    | 志   |      |        | 三角点の標高は1900.2m。志賀高原地域の西端にある高峰。公園区域外の北西麓(標高930～1920m)に竜王スキーパークが広がる。               |
| オジカ沢ノ頭           | 1894    | 谷苗 |      | ○      | 山頂付近の下を上越新幹線の大清水トンネル(延長22,221m)が通過する。                                                                 |
| 俎嵓(まないたぐら)     | 1890    | 谷   |      |        | 古来の「谷川岳」のこと。山頂直下を関越自動車道の関越トンネル(延長11,055m(上り線))が通過する。                                     |
| 鍋蓋山                 | 1829.0  | 草   |      |        | 北東麓(標高1340～1800m)に鹿沢スノーエリアが広がる。                                                                               |
| 筍山                   | 1789.8  | 苗   |      |        | 東麓(標高900～1780m)に苗場スキー場が広がる。                                                                                      |
| 的岩山                 | 1750    | 草   |      | ○      | 三角点の標高は1746.5m。稜線の北側800mには四阿山的岩がある。                                                                       |
| 白毛門                 | 1720    | 谷   |      |        | 氷河による地形がみられる。 |
| 中倉山                 | 1686.6  | 須   |      |        | 西麓(標高980～1200m)に山田温泉キッズスノーパークが広がる。                                                                        |
| 小浅間山               | 1655.2  | 草   |      |        | 浅間山の北東麓にある代表的な寄生火山の一つ。                                                                                      |
| 毛無山                 | 1649.6  | 志   |      |        | 山麓(標高565～1645m)には日本を代表する野沢温泉スキー場が広がる。                                                                  |
| 三国山                 | 1636.3  | 谷苗 |      | ○      | 上信越の三国から命名された山。三県(三国)の境界となる白砂山は約12km西に位置する。                                                  |
| 梯子山                 | 1548    | 須   |      |        | 三角点の標高は1513.3m。南東麓(標高1410～1540m)に峰の原高原スキー場が広がる。                                                      |
| 赤沢山                 | 1545.7  | 谷   |      |        | 東麓(標高770～1050m)に赤沢スキー場がある。                                                                                        |
| 高倉山                 | 1448.8  | 谷   |      |        | 南西側の天神尾根(標高は1502m)との間に広がる天神平スキー場の麓(標高1300m)には谷川岳ロープウェイ天神平駅と谷川岳ロッジがある。      |
| 湯蔵山                 | 1334    | 谷   |      |        | 南麓(標高700～1030m)にホワイトバレースキー場が広がる。                                                                            |
| 離山                   | 1256    | 草   |      |        | 代表的な溶岩円頂丘地形。軽井沢および沓掛(中軽井沢)からハイキングコースが整備されている。                                          |
| 高津倉山               | 1180.9  | 苗   |      |        | 東麓(標高560～1180m)の公園区域外に湯沢高原スキー場およびガーラ湯沢スキー場が広がる。西麓(標高450m付近)には清津峡がある。          |

#### 火山[19]
山岳名称および標高は、国土地理院地形図の表記に準ずる。
- 火山群

| 名称             | 名称           | 標高(m) | 所在                                                     | 備考                                                     |
| ---------------- | -------------- | ------- | -------------------------------------------------------- | -------------------------------------------------------- |
| 白根山           | 本白根山       | 2171    | 群馬県吾妻郡草津町、嬬恋村                               | 三角点の標高は2165.0m。                                  |
| 白根山           | 白根山         | 2160    | 群馬県吾妻郡嬬恋村                                       | 草津白根山。                                             |
| 白根山           | 双子山         | 2154    | 群馬県吾妻郡嬬恋村                                       | 国土地理院地形図に名称の表記なし。                       |
| 白根山           | 逢ノ峰         | 2110.1  | 群馬県吾妻郡草津町                                       |                                                          |
| 白根山           | 青葉山         | 1733    | 群馬県吾妻郡草津町                                       |                                                          |
| 浅間山火山群     | 釜山           | 2568    | 群馬県吾妻郡嬬恋村                                       | 浅間山の別称。                                           |
| 浅間山火山群     | 前掛山         | 2524    | 長野県北佐久郡御代田町                                   |                                                          |
| 浅間山火山群     | 黒斑山         | 2404    | 群馬県吾妻郡嬬恋村、長野県小諸市                         |                                                          |
| 浅間山火山群     | 剣ヶ峰         | 2281    | 長野県北佐久郡御代田町                                   |                                                          |
| 浅間山火山群     | 石尊山         | 1667.8  | 長野県北佐久郡軽井沢町                                   |                                                          |
| 浅間山火山群     | 小浅間山       | 1655.2  | 長野県北佐久郡軽井沢町                                   |                                                          |
| 烏帽子火山群     | 東籠ノ登山     | 2227.9  | 群馬県吾妻郡嬬恋村、長野県東御市                         |                                                          |
| 烏帽子火山群     | 西籠ノ登山     | 2212    | 群馬県吾妻郡嬬恋村、長野県東御市                         |                                                          |
| 烏帽子火山群     | 水ノ塔山       | 2202    | 群馬県吾妻郡嬬恋村、長野県東御市                         |                                                          |
| 烏帽子火山群     | 三方ヶ峰       | 2112    | 長野県東御市                                             | 標高は推定値。近傍の標高は2095m、三角点の標高は2040.7m。 |
| 烏帽子火山群     | 高峯山         | 2106    | 長野県小諸市                                             |                                                          |
| 烏帽子火山群     | 湯ノ丸山       | 2101    | 群馬県吾妻郡嬬恋村、長野県上田市                         | 三角点の標高は2099.1m                                    |
| 烏帽子火山群     | 烏帽子岳       | 2066    | 長野県上田市、東御市                                     |                                                          |
| 烏帽子火山群     | 角間山         | 1981.2  | 群馬県吾妻郡嬬恋村                                       |                                                          |
| 烏帽子火山群     | 桟敷山         | 1931    | 群馬県吾妻郡嬬恋村                                       | 三角点の標高は1915.8m。                                  |
| 烏帽子火山群     | 鍋蓋山         | 1829.0  | 群馬県吾妻郡嬬恋村                                       |                                                          |
| 烏帽子火山群     | 村上山         | 1746.7  | 群馬県吾妻郡嬬恋村                                       |                                                          |
| 烏帽子火山群     | 糠塚山         | 1352    | 群馬県吾妻郡嬬恋村                                       |                                                          |
| 烏帽子火山群     | 大室山         | 1147.2  | 長野県東御市                                             |                                                          |
| 苗場山           | 苗場山         | 2145.2  | 長野県下水内郡栄村、新潟県中魚沼郡津南町、南魚沼郡湯沢町 |                                                          |
| 苗場山           | 神楽ヶ峰       | 2030    | 新潟県中魚沼郡津南町、南魚沼郡湯沢町                     |                                                          |
| 苗場山           | 金城山         | 1353.8  | 新潟県中魚沼郡津南町、十日町市                           | 国立公園区域外。                                         |
| 霧積山地         | 鼻曲山         | 1655    | 群馬県高崎市、長野県北佐久郡軽井沢町                     |                                                          |
| 霧積山地         | 金山           | 1602    | 群馬県安中市、長野県北佐久郡軽井沢町                     | 国土地理院地形図に名称の表記なし。                       |
| 霧積山地         | 留夫(とめぶ)山 | 1590.8  | 群馬県安中市、長野県北佐久郡軽井沢町                     |                                                          |
| 霧積山地         | 一ノ字山       | 1419    | 群馬県安中市、長野県北佐久郡軽井沢町                     | 国土地理院地形図に名称の表記なし。                       |
| 霧積山地         | 子持山         | 1107    | 群馬県安中市                                             |                                                          |
| 四阿山           | 四阿山         | 2354    | 群馬県吾妻郡嬬恋村、長野県須坂市                         | 三角点の標高は2333.2m                                    |
| 四阿山           | 浦倉山         | 2090.8  | 群馬県吾妻郡嬬恋村、長野県須坂市                         |                                                          |
| 四阿山           | 的岩山         | 1750    | 群馬県吾妻郡嬬恋村、長野県上田市                         | 標高は推定値。三角点の標高は1746.5m。                    |
| 四阿山           | 茨木(ばらき)山 | 1619.3  | 群馬県吾妻郡嬬恋村                                       |                                                          |
| 毛無・焼岳火山群 | 横手山         | 2307    | 群馬県吾妻郡中之条町、長野県下高井郡山ノ内町             | 三角点の標高は2305.0m                                    |
| 毛無・焼岳火山群 | 笠ヶ岳         | 2075.9  | 長野県上高井郡高山村、下高井郡山ノ内町                   |                                                          |
| 毛無・焼岳火山群 | 鉢山           | 2041    | 群馬県吾妻郡中之条町                                     |                                                          |
| 毛無・焼岳火山群 | 志賀山         | 2035.7  | 長野県下高井郡山ノ内町                                   |                                                          |
| 毛無・焼岳火山群 | 焼額山         | 2011    | 長野県下高井郡山ノ内町                                   | 標高は推定値。三角点の標高は1960.4m。                    |
| 毛無・焼岳火山群 | 黒湯山         | 2007.2  | 群馬県吾妻郡嬬恋村、長野県上高井郡高山村                 |                                                          |
| 毛無・焼岳火山群 | 竜王山         | 1936    | 長野県下高井郡山ノ内町                                   | 標高は推定値。三角点の標高は1900.2m。                    |
| 毛無・焼岳火山群 | 毛無山         | 1649.6  | 長野県下高井郡野沢温泉村                                 |                                                          |

- 火山

上記火山群に含まれない火山は以下のとおりである。
| 名称   | 標高(m) | 所在                                             | 備考                                     |
| ------ | ------- | ------------------------------------------------ | ---------------------------------------- |
| 御飯岳 | 2160.4  | 群馬県吾妻郡嬬恋村、長野県上高井郡高山村         |                                          |
| 毛無山 | 1938    | 群馬県吾妻郡嬬恋村、長野県上高井郡高山村         | 標高は推定値。参考:毛無峠の標高は1823m。 |
| 破風岳 | 1999    | 群馬県吾妻郡嬬恋村、長野県須坂市、上高井郡高山村 |                                          |
| 土鍋山 | 2002    | 群馬県吾妻郡嬬恋村、長野県須坂市                 | 標高は推定値。三角点の標高は1999.5m。    |
| 鳥甲山 | 2037.7  | 長野県下水内郡栄村                               |                                          |
| 離山   | 1256.0  | 群馬県北佐久郡軽井沢町                           |                                          |

#### 峠
国土地理院地形図に記載されている峠は以下のとおりである。
|          | 標高 (m) | 地域 | 分 水 嶺 | 接続道               | 備考                                                                 |
| -------- | -------- | ---- | -------- | -------------------- | -------------------------------------------------------------------- |
| 渋峠     | 2152     | 草志 | ○        | 国道292号            | 宿泊施設、索道あり。                                                 |
| 山田峠   | 2048     | 草須 | ○        | 国道292号            | 避難小屋あり。                                                       |
| 車坂峠   | 1973     | 草   | ○        | チェリーパークライン | 宿泊施設、飲食施設、スキー場等あり。                                 |
| 草津峠   | 1953     | 草志 | ○        | 登山道               | 草津街道(渋峠経由)の迂回路として古えに開拓された峠道。               |
| 万座峠   | 1831     | 草須 | ○        | 群馬県道466号        | 林道山田入線を経由して七味温泉方面と往来可能(車両通行不可)。         |
| 毛無峠   | 1823     | 草須 | ○        | 群馬・長野県道112号  | 駐車場、登山道あり。群馬県の大前方面からの通行不可。                 |
| 角間峠   | 1807     | 草   | ○        | 登山道               |                                                                      |
| 地蔵峠   | 1732     | 草   | ○        | 長野・群馬県道94号   | ビジターセンター、宿泊施設、飲食施設、スキー場等あり。               |
| 地蔵峠   | 1650     | 草志 |          | 登山道               | 付近まで国道405号が通じている。                                      |
| 蓬峠     | 1529     | 谷苗 | ○        | 登山道               | 山小屋(蓬ヒュッテ)あり。                                             |
| 清水峠   | 1442     | 谷苗 | ○        | 国道291号            | 車両通行不可。新潟県方面との国道による往来不可。避難小屋あり。       |
| 鳥居峠   | 1362     | 草   | ○        | 国道144号            | 林道あり。駐車スペースあり。                                         |
| 三国峠   | 1303     | 谷   | ○        | 旧三国街道           | 直下を国道17号(三国トンネル)が通過する。三国権現(御阪三社神社)あり。 |
| 十六曲峠 | 1267     | 草   |          | 群馬県道56号         | 車両通行不可。                                                       |
| 二居峠   | 1016     | 苗   |          | 登山道(旧三国街道)   | 車両通行不可。                                                       |
| 栄太郎峠 | 994      | 苗   |          | 湯沢町道             |                                                                      |
| 火打峠   | 984      | 苗   |          | 国道353号            |                                                                      |
| 碓氷峠   | 960      | 草   | ○        | 国道18号             | 古来の碓氷峠(旧碓氷峠)は旧中山道(中山道六十九次)ある(標高は1190m)。  |
| 矢ヶ崎峠 | 943      | 草   |          | 登山道               |                                                                      |
| 芝原峠   | 737      | 苗   |          | 旧国道17号           | 直下を国道17号(芝原トンネル)が通過する。                             |

### 河川

#### 河川・滝
群馬県域は概ね利根川水系、長野県域と新潟県域は概ね信濃川(千曲川)水系にあるが、群馬県域のうち野反湖とその周辺地域は千曲川水系にある。
以下の河川等は、国土地理院地形図に記載されている本公園区域内の河川等を下流部から上流部の順に記載している。最上流部の沢の名称は一部を除き省略した。また、本流との合流までの間に通過する本公園区域外の河川等は括弧書きとしている。
| 利根川水系           | ()               | () |      | 、 |    |
| 利根川水系           | ()               | () | (・) |    |    |
| 利根川水系           |                  |    |      |    |    |
| 利根川水系           | 、               |    |      |    |    |
| 利根川水系           |                  |    |      |    |    |
| 利根川水系           | 、               |    |      |    |    |
| 利根川水系           | ・               |    |      |    |    |
| 利根川水系           |                  | 、 |      |    |    |
| 利根川水系           | 、               |    |      |    |    |
| 利根川水系           | 、               |    |      |    |    |
| 利根川水系           |                  |    |      |    |    |
| 利根川水系           |                  |    |      |    |    |
| 利根川水系           | ()               | 、 | 、   | 、 | 、 |
| 利根川水系           | ()               |    |      |    |    |
| 利根川水系           |                  |    |      |    |    |
| 利根川水系           | 、               |    |      |    |    |
| 利根川水系           | 、               |    |      |    |    |
| 利根川水系           |                  |    |      |    |    |
| 利根川水系           | 、()             |    |      |    |    |
| 利根川水系           |                  |    |      |    |    |
| 利根川水系           | 、               |    |      |    |    |
| 利根川水系           | 、               |    |      |    |    |
| 利根川水系           | (・)             |    |      |    |    |
| 利根川水系           |                  |    |      |    |    |
| 利根川水系           |                  |    |      |    |    |
| 利根川水系           |                  |    |      |    |    |
| 信濃川［千曲川］水系 |                  |    |      |    |    |
|                      | 、               |    |      |    |    |
|                      | 、               |    |      |    |    |
|                      |                  |    |      |    |    |
| ・                   |                  |    |      |    |    |
| 、                   |                  |    |      |    |    |
| ※                    | 、               | 、 | 、   | 、 |    |
| ※                    | 、               |    |      |    |    |
| ※                    |                  |    |      |    |    |
| ※                    | 、(おおぜん)     |    |      |    |    |
| ※                    |                  |    |      |    |    |
| ※                    |                  |    |      |    |    |
| ※                    | ・               |    |      |    |    |
| ※                    | ※                |    |      |    |    |
| ()                   | ()               |    |      |    |    |
| ()                   | ()               |    |      |    |    |
| ()                   |                  |    |      |    |    |
| ()                   |                  |    |      |    |    |
| 、                   |                  |    |      |    |    |
|                      | 、               |    |      |    |    |
| 、                   |                  |    |      |    |    |
| ()                   | ()               |    |      |    |    |
| ()                   | ()               | 、 |      |    |    |
| ()                   | 米子大瀑布［、］ |    |      |    |    |
| ()                   |                  |    |      |    |    |
| ()                   | 、               | 、 | 、   | 、 |    |
| ()                   | 、(・)、         |    |      |    |    |
|                      |                  |    |      |    |    |
| 、                   |                  |    |      |    |    |
| 、                   |                  |    |      |    |    |
|                      |                  |    |      |    |    |
|                      | 、               |    |      |    |    |
| ()                   |                  |    |      |    |    |
| 、                   |                  |    |      |    |    |

※国土地理院地形図では、魚野川が千沢と合流する地点から下流を中津川としているが、さらに下流の切明地区（雑魚川と中津川との合流地点）までを魚野川と呼称する場合がある。

#### 湖沼
湖の多くはダムによって作られた人造湖(ダム湖)であるが、いくつかの火山には火口湖が存在する。火山性高原には小規模ながら多数の沼や池が存在する。
国土地理院地形図に名称が記載されている本公園区域内の湖沼等は以下のとおりである。
| 名称                 | 標高(m) | 地域 | 備考                                                                               |
| -------------------- | ------- | ---- | ---------------------------------------------------------------------------------- |
| 水釜                 | 2056    | 草   | 白根山の火口付近に形成された池。                                                   |
| 鏡池                 | 2054    | 草   | 本白根山の複数ある火口の一つに形成された火口湖。                                   |
| 湯釜                 | 2038    | 草   | 白根山の火口に形成された火口湖。                                                   |
| 稚児池               | 2010    | 志   | 焼額山の火口湖。                                                                   |
| 弓池                 | 2008    | 草   | 白根山山頂の国道沿いに形成された池。散策路が整備されている。                       |
| 鉢池※                | 2000    | 志   | 鉢山の火口湖。                                                                     |
| 四十八池             | 1888    | 志   | 志賀山のカルデラ(志賀山と鉢山との間)に形成された数多くの小さな池の集合体の総称。   |
| 渋池                 | 1808    | 志   | 鉢山山麓に広がる火山性高原の窪地に形成された池。浮島がみられる。                   |
| 富貴原ノ池           | 1757    | 草   | 白根山麓に広がる火山性高原の窪地に形成された池。                                   |
| 大沼池               | 1730    | 志   | 志賀山のカルデラに形成された志賀高原地域最大面積の池。                             |
| 木戸池               | 1626    | 志   | 志賀山のカルデラに形成された池。ボートを楽しめる。隣接地には温泉が湧く。           |
| 三角(みすま)池       | 1626    | 志   | 志賀山のカルデラに形成された池。池の形状が三角形をしている。                       |
| 遠見の池             | 1609    | 志   | 台倉山(標高1852.9m)と遠見山(標高1841m)との間を結ぶ稜線上にある小さな池。           |
| 上ノ小池             | 1588    | 志   | 志賀山のカルデラに形成された池。近傍(標高1565m)に「下ノ小池」がある。              |
| 長池                 | 1587    | 志   | 志賀山のカルデラに形成された池。                                                   |
| 平兵衛池             | 1537    | 草   | 白根山麓に広がる火山性高原の窪地に形成された池。                                   |
| 武具脱(ものぬぐ)の池 | 1516    | 草   | 白根山麓に広がる火山性高原の窪地に形成された池。                                   |
| 野反湖               | 1505    | 草   | 中津川の上流部にある野反ダムにより形成された人造湖(ダム湖)。                       |
| 血の池               | 1489    | 草   | 濁川の最上流部にある池。                                                           |
| 蓮池                 | 1487    | 志   | 志賀高原の中心部にある池のひとつ。                                                 |
| 五味池               | 1461    | 須   | 破風岳西麓に広がる五味池破風高原自然園にある池。駐車場から散策路が整備されている。 |
| 大池                 | 1446    | 草   | 白根山麓に広がる火山性高原の窪地に形成された池。                                   |
| 丸池                 | 1426    | 志   | 志賀高原の中心部にある池のひとつ。                                                 |
| 琵琶池               | 1397    | 志   | 志賀高原の中心部にある池のひとつ。                                                 |
| 水無池               | 1373    | 志   | 湿原化した池であるが、水をたたえているときもある。                                 |
| カッサダム(田代湖※)  | 1301    | 苗   | 清津川の支流であるカッサ川の最上流域にある人造湖(ダム湖)。                         |
| 巣鷹湖               | 1293    | 志   | 上の平高原にある湖。キャンプ場がある。                                             |
| 二居調整池           | 806     | 苗   | 清津川の上流域にある二居ダムにより形成された人造湖(ダム湖)。                       |
| 奥四万湖             | 750     | 草   | 四万川の上流域にある四万川ダムにより形成された人造湖(ダム湖)。                     |

※　国土地理院地形図に名称の記載はない。

#### 湿原・池塘
特に記載のない限り国土地理院地形図に湿原記号が記されている湿原等を記載している。その多くは火山性の湿原である。
| 名称                 | 重要※1 | 標高※2 | 地域 | 所在地                           | 遊歩道 | 備考                                                                                   |
| -------------------- | ------ | ------ | ---- | -------------------------------- | ------ | -------------------------------------------------------------------------------------- |
| 朝日岳               | ○      | 1900m  | 草   | 群馬県吾妻郡中之条町大字入山     |        | 山頂の北側に小規模ながら池塘が広がる。                                                 |
| 天狗平               |        | 1775m  | 草   | 群馬県吾妻郡中之条町大字入山     |        | 湿原南西端に天狗池(国土地理院地形図に名称の記載なし)がある。                           |
| 大平湿原             | ラ     | 1608m  | 草   | 群馬県吾妻郡草津町大字草津       | あり   |                                                                                        |
| 芳ヶ平湿原           | ラ     | 1840m  | 草   | 群馬県吾妻郡草津町大字入山       | あり   | 芳ヶ原湿原ともいう。芳ヶ平ヒュッテ至近。                                               |
| 弓池                 | ○      | 2008m  | 草   | 群馬県吾妻郡草津町大字草津       | あり   | 弓池の周辺に小規模ながら湿原・池塘が存在する。                                         |
| 豊貴原ノ池           | ○      | 1758m  | 草   | 群馬県吾妻郡草津町大字草津       | あり   |                                                                                        |
| 穴地獄               | ラ     | 1258m  | 草   | 群馬県吾妻郡草津町大字草津       | あり   | チャツボミゴケ公園内。                                                                 |
| 弦ヶ池               |        | 1759m  | 草   | 群馬県吾妻郡嬬恋村大字干俣       |        | 万座ハイウェーに隣接(駐車スペースあり)。湿原に二つの池が存在する。                     |
| 野地平               |        | 1640m  | 草   | 群馬県吾妻郡嬬恋村大字干俣       | あり   | 浦倉山山頂あるいはパルコールつま恋リゾートホテルから遊歩道が整備されている。           |
| 池の平               |        | 2008m  | 草   | 長野県東御市大字滋野             | あり   |                                                                                        |
| 臼窪湿原             |        | 1785m  | 草   | 長野県東御市大字新張             | あり   | 長野県道94号、地蔵峠から至近。国土地理院地形図に名称の記載なし。                       |
| 菅平湿原             |        | 1252m  | 草   | 長野県上田市大字菅平高原         | あり   | 菅平高原自然館が至近にある。                                                           |
| 四十八池湿原         | ○      | 1887m  | 志   | 長野県下高井郡山ノ内村大字平穏   | あり   | 小規模な多数の池を取り囲むように湿原が広がる。志賀山、鉢山、大沼池からの歩道の結節点。 |
| 田ノ原湿原           | ○      | 1608m  | 志   | 長野県下高井郡山ノ内村大字平穏   | あり   | 国道292号沿い。                                                                        |
| 水無池               |        | 1366m  | 志   | 長野県下高井郡山ノ内村大字平穏   | あり   | 水無池自体が湿原化している。                                                           |
| 一沼                 | ○      | 1418m  | 志   | 長野県下高井郡山ノ内村大字平穏   | あり   |                                                                                        |
| 高天ヶ原・一ノ瀬湿原 | ○      | 1600m  | 志   | 長野県下高井郡山ノ内村大字平穏   | あり   |                                                                                        |
| 焼額山湿原(稚児池)   | ○      | 2007m  | 志   | 長野県下高井郡山ノ内村大字夜間瀬 | あり   | 稚児池の周辺に湿原が広がる。                                                           |
| 北ドブ湿原           | ○      | 1545m  | 志   | 長野県下高井郡木島平村大字上木島 | あり   | ニッコウキスゲのほか貴重植物が残る。                                                   |
| 苗場山湿原           | ○      | 2100m  | 苗   | 長野県下高井郡山ノ内村大字平穏   | あり   | 標高1785m～2100mにかけて高層湿原が点在する。                                           |

※1 環境省「日本の重要湿地500」指定の湿地、池塘。ラ：ラムサール条約登録湿地。　※2 標高は参考値。場所によって高低差がある。

### 温泉
国土地理院地形図に温泉を示す地図記号の記載がある温泉地のうち、源泉が掘削や汲み上げなどの人為に拠るものでない自然噴出(自噴)しているものは以下のとおりである。
|                   | 温泉名         | 所在地                               |
| ----------------- | -------------- | ------------------------------------ |
| 群馬県            | 湯檜曽温泉     | 利根郡みなかみ町大字湯檜曽           |
| 群馬県            | 谷川温泉       | 利根郡みなかみ町大字谷川             |
| 群馬県            | 川古温泉       | 利根郡みなかみ町大字相俣             |
| 群馬県            | 法師温泉       | 利根郡みなかみ町大字永井             |
| 群馬県            | 四万温泉       | 吾妻郡中之条町大字四万               |
| 群馬県            | 万座温泉       | 吾妻郡嬬恋村大字干俣                 |
| 群馬県            | 鹿沢温泉       | 吾妻郡嬬恋村大字田代                 |
| 群馬県            | 霧積温泉       | 安中市松井田町大字坂本               |
| 長野県            | 山田温泉       | 上高井郡高山村大字山田温泉           |
| 長野県            | 五色温泉       | 上高井郡高山村大字奥山田             |
| 長野県            | 七味温泉       | 上高井郡高山村大字奥山田             |
| 長野県            | 平床大噴泉     | 下高井郡山ノ内町大字平穏             |
| 長野県            | 地獄谷温泉     | 下高井郡山ノ内町大字平穏             |
| 長野県            | 発哺温泉       | 下高井郡山ノ内町大字平穏             |
| 新潟県            | 赤湯温泉       | 南魚沼郡湯沢町大字三国               |
| 新潟県            | 貝掛温泉       | 南魚沼郡湯沢町大字三俣               |
| 新潟県            | 清津峡小出温泉 | 十日町市大字小出                     |
| (参考) 域外隣接地 | 猿ケ京温泉     | 群馬県利根郡みなかみ町大字猿ケ京温泉 |
| (参考) 域外隣接地 | 草津温泉       | 群馬県吾妻郡草津町大字草津           |
| (参考) 域外隣接地 | 塩壺温泉       | 長野県北佐久郡軽井沢町大字長倉       |
| (参考) 域外隣接地 | 上林温泉       | 長野県下高井郡山ノ内町大字平穏       |
| (参考) 域外隣接地 | 切明温泉       | 長野県下水内郡栄村大字堺             |
| (参考) 域外隣接地 | 野沢温泉       | 長野県下高井郡野沢温泉村大字豊郷     |

ボーリング技術の発達や温泉法改正にともなう温泉の定義緩和により、日本国内の多くの地域で温泉の掘削、開発が盛んになり、近年になって新たな温泉地(温泉宿泊施設、温浴施設)が次々と誕生している実態を踏まえ、こうした温泉地の一部は「施設、宿泊施設」の項目に記載している。

## 動植物

### 植生
本公園は、東西60km、南北70kmに亘る15万haの広大な面積であること、標高域が低山帯の350m付近から亜高山帯の2500mまで標高差2000m以上に亘ること、ならびに、太平洋側と日本海側の要素が影響し合っていること等から、全域を通じて多彩な植物が見られる。
このような環境から、公園全体の植生を総括することは難しいが、強いて言うならば、比較的低標高域にはブナやナラ等を中心とした植生であり、高標高域にはオオシラビソやコメツガ、シラビソ等の針葉樹林やダケカンバ等の広葉樹林が優占する。2000m級の山々の山頂部や稜線部では、ハイマツ群落や高山風衝地の植物群落が発達している。
地域ごとの特徴については枚挙にいとまがないが、主に以下の特徴が挙げられる。
- 草津・万座・浅間地域 落葉広葉樹林や常緑針葉樹林に優れたものが多く、多雪地特有の群落、湿原、雪田植生なども数多くある。
- 谷川地域 1600mより上部にササの草原群落が見られる。針葉樹林の発達が極めて悪い。谷川岳には蛇紋岩植生群落が見られる。
- 志賀高原地域 岩菅山周辺の稜線部にハクサンコザクラ等の高山植物が見られる。志賀山周辺地域には高層湿原が広がる。
- 須坂・高山地域 県境稜線部ではオオシラビソからシラビソへの優占種移行が見られる。五味池破風高原にはレンゲツツジ群落がある。
- 苗場地域 苗場山周辺において針葉樹林の発達が良い。

### 動物
本公園は、ツキノワグマやニホンカモシカ等の大型哺乳類をはじめ、イノシシ、ニホンザル、キツネ、アナグマ、タヌキ、ノウサギ、テン、オコジョ、ヒメヒミズ、トガリネズミ等の哺乳類が生息している。またカモシカやヤマネ等の特別天然記念物の生息を広い範囲で確認することができる。
鳥類は、絶滅危惧種のイヌワシやクマタカ、準絶滅危惧種のオオタカ等の希少猛禽類等のほか、森林性鳥類のフクロウ、ホシガラス、カケス、アカゲラ、アオゲラ、ウソ、ルリビタキ、キクイダタキ、カラ類等が生息している。渡り鳥ではカッコウ、ツツドリ、ジュウイチ、オオルリ、キビタキ、センダイムシクイ等の夏鳥や、シロハラ、ツグミ、キレンジャク、ヒレンジャク、カシラダカ等の冬鳥が確認されている。谷川区域の一ノ倉沢岩場はイワツバメの繁殖地となっており、ハリオアマツバメやアマツバメも見られる。
昆虫類は、ミヤマモンキチョウ、ベニヒカゲ、ヒメギフチョウ等の準絶滅危惧種を含む高山蝶類のほか、クロスジヘビトンボやヒメカマキリモドキ等をはじめとし、多数が生息している。

## 景観・見所

### 景勝地
- 清津峡
- 谷川連峰
- 苗場山
- 野反湖
- 秋山郷
- 志賀高原
- 白根山
- 角間渓谷
- 根子岳
- 湯の丸高原
- 池の平湿原
- 高峰高原
- 浅間山
- 鬼押出し園

### 名瀑
- 摩耶の滝　群馬県吾妻郡中之条町。
- 小倉の滝　群馬県吾妻郡中之条町。
- 常布の滝　群馬県吾妻郡草津町。日本の滝百選。
- 白糸の滝　長野県北佐久郡軽井沢町。
- 米子大瀑布　長野県須坂市。日本の滝百選。

### 風景

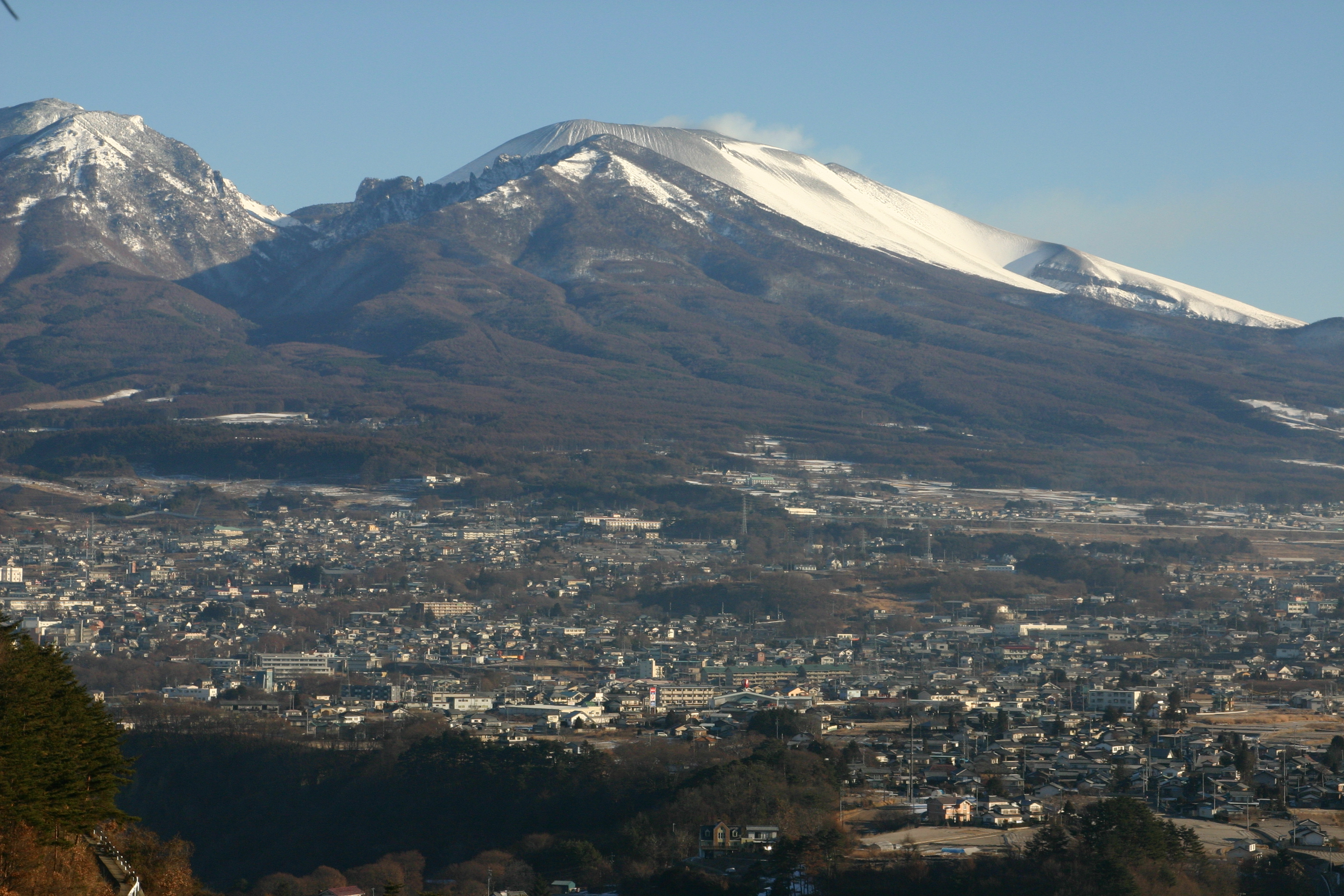
長野県小諸市より見る浅間山
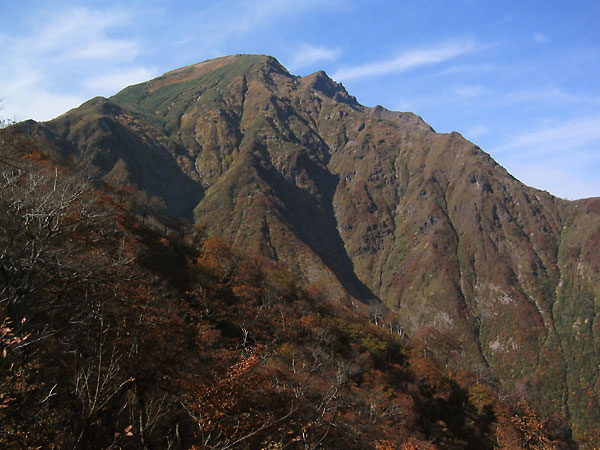
谷川岳
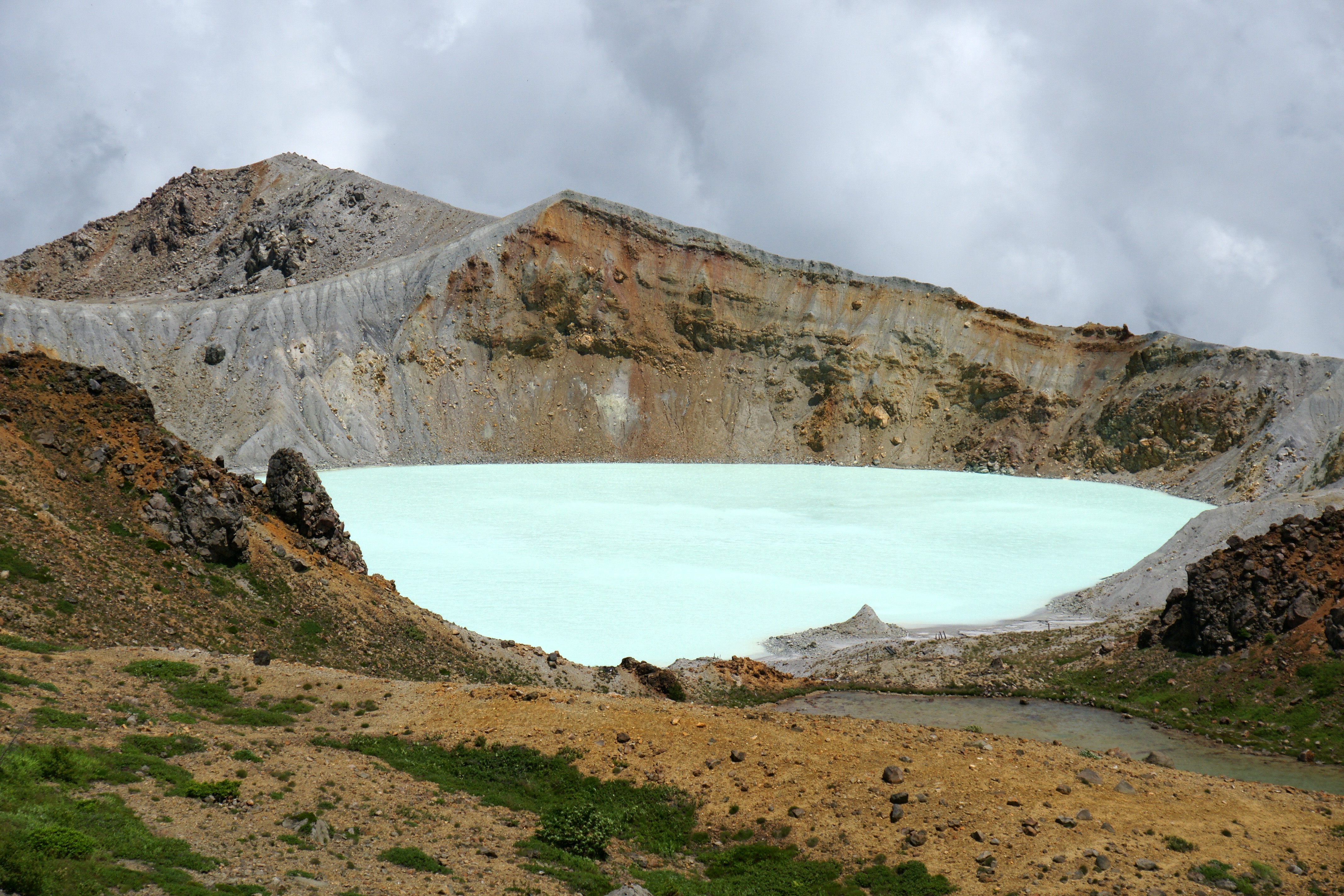
草津白根山湯釜
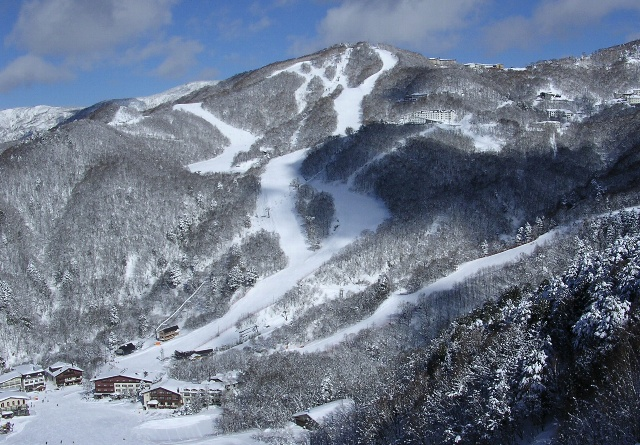
志賀高原西館山スキー場
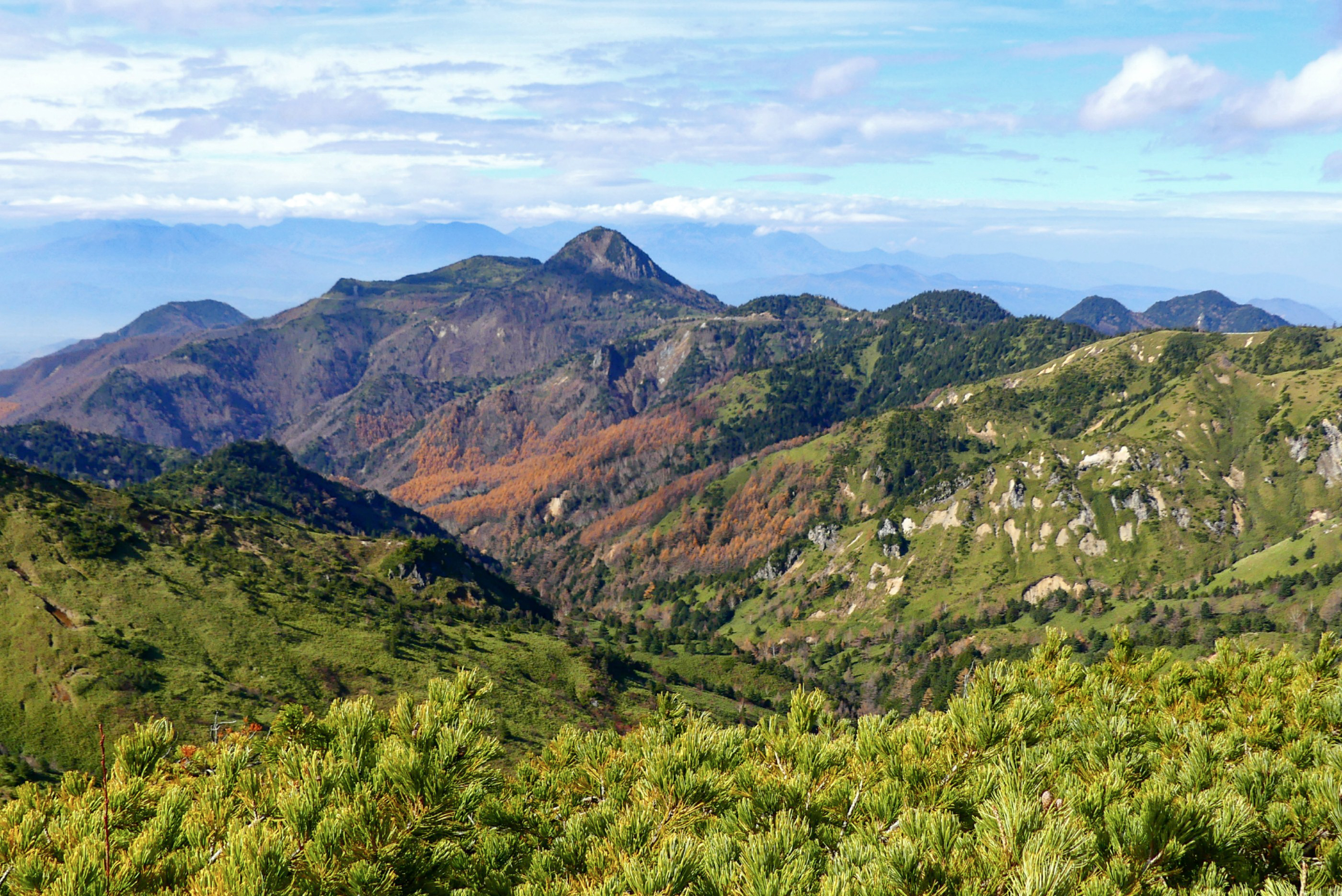
志賀高原と笠ヶ岳
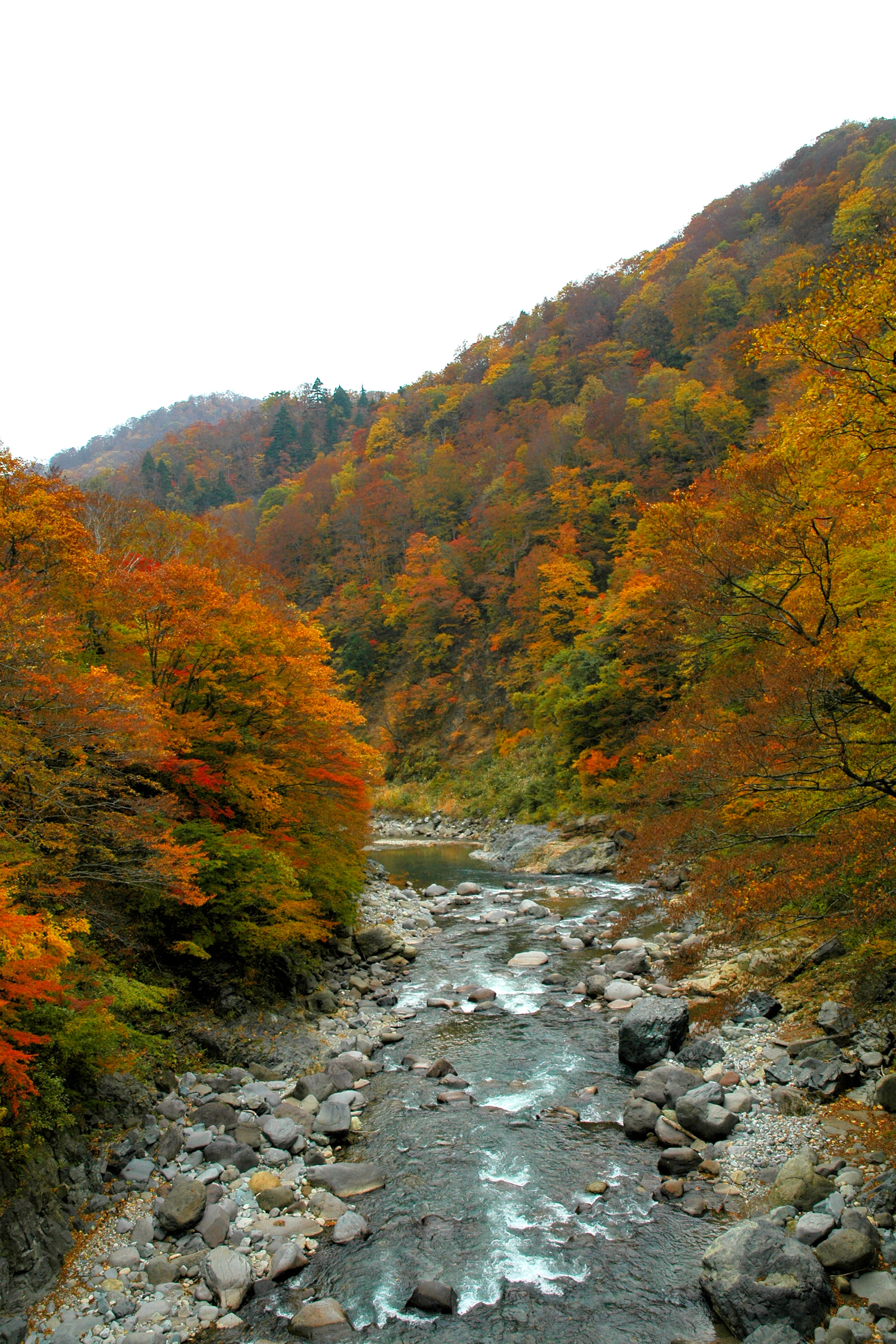
秋山郷
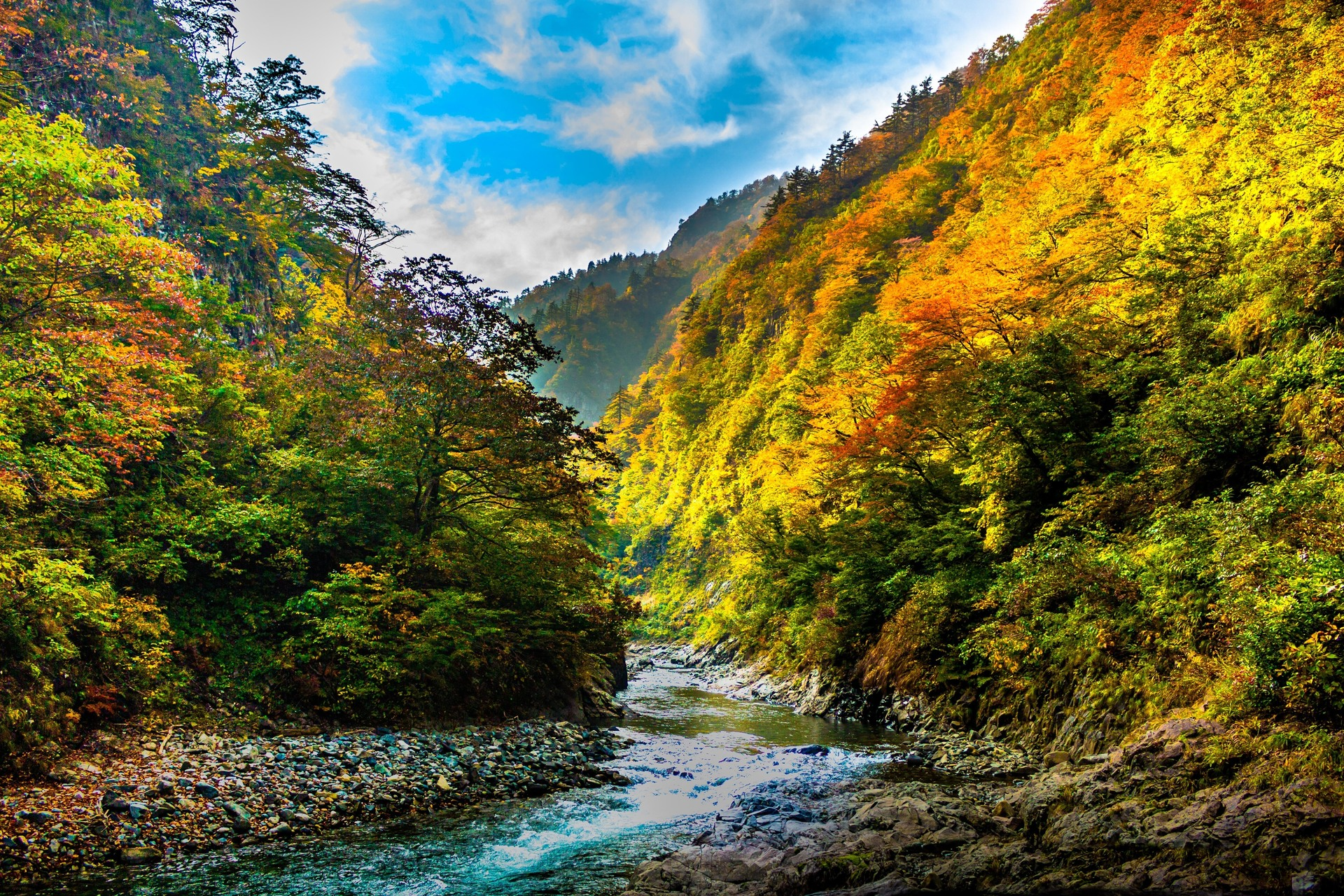
清津峡
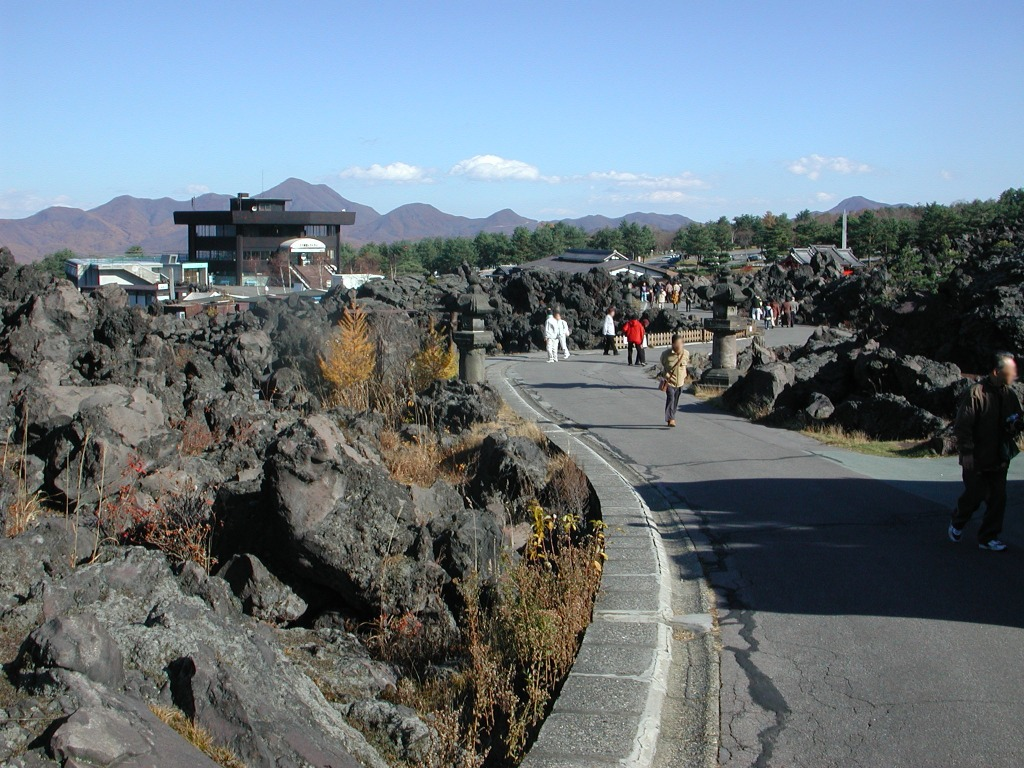
鬼押出し園

## 施設

### ビジターセンター
本公園を紹介する施設は以下のとおりである。利用者数は2015年（平成27年）のもの。
| センター名                       | 設置者                                   | 所在地                                     | 連絡先       | 利用料               | 利用者数（人） |
| -------------------------------- | ---------------------------------------- | ------------------------------------------ | ------------ | -------------------- | -------------- |
| 鹿沢インフォメーションセンター   | 環境省                                   | 群馬県吾妻郡嬬恋村大字田代2134             | 0279-80-9119 | 無料                 | 12,084         |
| 万座しぜん情報館                 | 環境省                                   | 群馬県吾妻郡嬬恋村大字干俣2401万座温泉     | 0279-97-4000 | 無料                 |                |
| 草津ビジターセンター             | 草津町                                   | 群馬県吾妻郡草津町大字草津571              | 0279-88-5705 | 無料                 | 19,503         |
| 志賀高原自然保護センター         | 長野県志賀高原自然保護センター運営協議会 | 長野県下高井郡山ノ内町大字平穏7148         | 0269-34-2133 | 無料                 | 33,987         |
| 浅間山北麓ビジターセンター       | 長野原町                                 | 群馬県吾妻郡嬬恋村大字鎌原1053-26          | 0279-86-3000 | 大人300円、子供100円 |                |
| 高峰高原ビジターセンター         | 株式会社アサマリゾート                   | 群馬県吾妻郡嬬恋村大字鎌原                 | 0267-23-3214 | 無料                 |                |
| 菅平高原自然館                   | 上田市                                   | 長野県上田市大字菅平高原1223-2276          | 0268-74-2438 | 大人200円、子供100円 |                |
| 湯の丸高原ビジターセンター       | 一般社団法人信州とうみ観光協会           | 長野県東御市大字湯の丸                     | 0268-62-4333 | 無料                 |                |
| 谷川岳山岳資料館                 | みなかみ町                               | 群馬県利根郡みなかみ町大字湯檜曽           | 0278-72-6446 | 無料                 |                |
| 谷川岳インフォメーションセンター | 環境省                                   | 群馬県利根郡みなかみ町大字湯檜曽湯吹山地内 | 0278-25-8830 | 無料                 |                |

### 交通施設

#### 鉄道
本公園区域に存在する鉄道は、全て山岳地帯の峠などを隧道で通過しているものである。
- JR上越新幹線　本公園を通過する約9.2kmの区間は全て隧道区間(大清水トンネル)であり駅は存在しない。最寄りの駅は、下り口側が上毛高原駅、上り口側が越後湯沢駅である。
- JR北陸新幹線　本公園を通過する約5.9kmの区間は全て隧道区間(碓氷峠トンネル)であり駅は存在しない。最寄りの駅は、下り口側が安中榛名駅、上り口側が軽井沢駅である。
- JR上越線　上り線は、本公園を通過する約14.0kmの区間のほとんどが湯檜曽トンネル(第一乃至第四)および清水トンネルによる隧道区間(第一湯檜曽トンネルの一部と第二湯檜曽トンネルの一部を含む1.5kmの部分は公園区域外)であり、地上区間(合計延長約1.9km)のうち、第四湯檜曽トンネルと清水トンネルとの間に本公園区域内で唯一の鉄道駅である土合駅(上り線ホーム)が存在する。下り線は、本公園を通過する約10.3kmの区間が全て隧道区間(新清水トンネル)であり同トンネル内に土合駅(下り線ホーム)が存在する。

#### 索道
スキー場に敷設された索道がほとんどであり、その数は多数に亘ることから、本項ではスキーシーズン以外に営業している索道に限り記載している。
なお、冬期のみ営業する索道については、各スキー場の項を参照のこと。
| 所在(スキー場名)             | 所在(スキー場名)             | 名称・愛称                   | 冬季名称・愛称               | 備考                                       |
| ---------------------------- | ---------------------------- | ---------------------------- | ---------------------------- | ------------------------------------------ |
| 草津温泉スキー場             | 草津温泉スキー場             | 天狗山展望リフト             | 天狗山ペアリフトA線、B線     |                                            |
| 草津温泉スキー場             | 草津温泉スキー場             | ジップライン(バンジップ天狗) | ジップライン(バンジップ天狗) | 下り線のみ利用可。                         |
| パルコールつま恋リゾート     | パルコールつま恋リゾート     | ゴンドラ                     | パルキャビン                 |                                            |
| 湯の丸スキー場               | 湯の丸スキー場               | 湯の丸第1リフト              | 湯の丸第1リフト              |                                            |
| 天神平スキー場               | 天神平スキー場               | 天神平ロープウェイ           | 天神平ロープウェイ           |                                            |
| 天神平スキー場               | 天神平スキー場               | 天神峠ペアリフト             | 天神峠リフト                 |                                            |
| 志賀高原スキー場             | 東館山スキー場               | 東館山ゴンドラリフト         | 東館山ゴンドラリフト         |                                            |
| 志賀高原スキー場             | 高天ヶ原スキー場             | 高天ヶ原サマーリフト         | 高天ヶ原クワッドリフト       |                                            |
| 志賀高原スキー場             | 奥志賀高原スキー場           | 奥志賀高原ゴンドラリフト     | 奥志賀高原ゴンドラリフト     |                                            |
| 志賀高原スキー場             | 熊の湯スキー場               | 夏熊サマーリフト             | 熊の湯第3クワッドリフト      |                                            |
| 志賀高原スキー場             | 前山スキー場                 | 前山ペアリフト               | ―                            | スキーシーズン運休。前山スキー場は休業中。 |
| 志賀高原スキー場             | 横手山スキー場               | 横手山スカイレーター         | ―                            | スキーシーズン運休。                       |
| 志賀高原スキー場             | 渋峠スキー場                 | 渋峠ロマンスリフト           | 渋峠ロマンスリフト           |                                            |
| 野沢温泉スキー場             | 野沢温泉スキー場             | 長坂ゴンドラリフト           | 長坂ゴンドラリフト           |                                            |
| 苗場スキー場、かぐらスキー場 | 苗場スキー場、かぐらスキー場 | ドラゴンドラ                 | ドラゴンドラ                 |                                            |

#### 自動車道
本公園を通過する国道、都道府県道およびその他主な道路は以下のとおりである。
| 路線名                                         | 路線名               | 延長   | 乃/至                                 | 主な経由地等                       | 備考                                                           |
| ---------------------------------------------- | -------------------- | ------ | ------------------------------------- | ---------------------------------- | -------------------------------------------------------------- |
| 国道                                           | 関越自動車道         | 7.3km  | みなかみ町大字阿能川/湯沢町大字土樽   | 関越トンネル                       | トンネル内でありインターチェンジ(IC)は存在しない。             |
| 国道                                           | 17号                 | 26.1km | みなかみ町大字永井/湯沢町大字神立     | 三国トンネル、苗場スキー場         | 通称:三国街道。浅貝交差点以北の15.2kmは国道353号との重用区間。 |
| 国道                                           | 18号                 | 9.9km  | 安中市松井田町大字坂本/(同左)         | 碓氷第三橋梁(めがね橋)、碓氷峠     | 通称:中山道                                                    |
| 国道                                           | 144号                | 5.2km  | 嬬恋村大字田代/上田市真田町長         | 鳥居峠                             | 全区間において国道406号との重用区間。                          |
| 国道                                           | 146号                | 8.1km  | 嬬恋村大字鎌原/軽井沢町大字長倉       | 白糸の滝入口(峰の茶屋)             | 浅間・白根・志賀さわやか街道の一部。                           |
| 国道                                           | 291号                | 22.0km | みなかみ町大字湯桧曽/南魚沼市大字清水 | JR土合駅、清水峠                   | 一の倉沢～清水峠(国立公園境界)は歩道区間。                     |
| 国道                                           | 292号                | 40.6km | 草津町大字草津/山ノ内町大字平穏       | 山田峠、国道最高地点、渋峠、蓮池   | 通称:志賀草津道路。浅間・白根・志賀さわやか街道の一部。        |
| 国道                                           | 353号                | 34.1km | 中之条町大字四万/湯沢町大字神立       | 四万温泉、三国(旧三国スキー場)     | 四万川ダム～三国は未共用区間。一部国道17号との重用区間。       |
| 国道                                           | 405号                | 20.6km | 中之条町大字入山/栄村大字堺           | 野反ダム                           | 野尻ダム～切明は未共用区間。                                   |
| 国道                                           | 406号                | 6.6km  | 嬬恋村大字田代/上田市真田町大字長     | 鳥居峠                             | 国道144号との重用区間。                                        |
| 国道                                           | 406号                | 12.8km | 上田市大字菅平高原/須坂市大字仁礼     | 菅平高原                           |                                                                |
| 都道府県道 群:群馬県道 長:長野県道 新:新潟県道 | 長34号               | 3.4km  | 上田市大字菅平高原/(同左)             |                                    | 長野菅平線。                                                   |
| 都道府県道 群:群馬県道 長:長野県道 新:新潟県道 | 群55号               | 10.6km | 中之条町大字入山/草津町大字草津       | 草津高原ゴルフ場                   | 中之条草津線。一部国立公園区域外。                             |
| 都道府県道 群:群馬県道 長:長野県道 新:新潟県道 | 群56号               | 8.8km  | 安中市松井田町大字坂本/(同左)         | 十六曲峠、霧積温泉                 | 北軽井沢松井田線。                                             |
| 都道府県道 群:群馬県道 長:長野県道 新:新潟県道 | 長66号               | 19.4km | 高山村大字奥山田/山ノ内町大字平穏     | 山田牧場、笠ヶ岳                   | 豊野南志賀公園線。湯つづき紅葉街道。                           |
| 都道府県道 群:群馬県道 長:長野県道 新:新潟県道 | 長群94号             | 9.6km  | 東御市大字新張/嬬恋村大字田代         |                                    | 東御嬬恋線。                                                   |
| 都道府県道 群:群馬県道 長:長野県道 新:新潟県道 | 群長112号            | 18.8km | 嬬恋村大字干俣/高山村大字牧           | 小串硫黄鉱山跡、毛無峠             | 大前須坂線。一部未共用区間。                                   |
| 都道府県道 群:群馬県道 長:長野県道 新:新潟県道 | 長131号              | 3.9km  | 軽井沢町大字長倉/小諸市己             | 浅間山、浅間山荘                   | 峰の茶屋小諸線。峰ノ茶屋～浅間山間不通。                       |
| 都道府県道 群:群馬県道 長:長野県道 新:新潟県道 | 長133号              | 2.2km  | 軽井沢町大字軽井沢/軽井沢町大字峠町   | 旧中山道                           | 旧軽井沢軽井沢停車場線。                                       |
| 都道府県道 群:群馬県道 長:長野県道 新:新潟県道 | 長158号              | 2.1km  | 上田市大字菅平高原/(同左)             |                                    | 傍陽菅平線。                                                   |
| 都道府県道 群:群馬県道 長:長野県道 新:新潟県道 | 長182号              | 9.5km  | 上田市真田町大字長/(同左)             | 菅平高原                           | 菅平高原線。一部公園区域外。                                   |
| 都道府県道 群:群馬県道 長:長野県道 新:新潟県道 | 群235号              | 3.9km  | 嬬恋村大字大笹/嬬恋村大字大前         | ロイヤルブルーゴルフリゾート       | 大笹北軽井沢線。浅間・白根・志賀さわやか街道の一部。           |
| 都道府県道 群:群馬県道 長:長野県道 新:新潟県道 | 群252号              | 2.2km  | みなかみ町大字湯原/みなかみ町大字谷川 | 谷川温泉入口交差点、谷川温泉       | 水上停車場谷川線。                                             |
| 都道府県道 群:群馬県道 長:長野県道 新:新潟県道 | 群261号              | 2.8km  | みなかみ町永井/(同左)                 | 法師温泉、赤沢スキー場             | 法師吹路線                                                     |
| 都道府県道 群:群馬県道 長:長野県道 新:新潟県道 | 群270号              | 9.7km  | みなかみ町相俣/みなかみ町阿能川       | 川古温泉、仏岩トンネル(赤谷越)     | 相俣湯原線。奥利根ゆけむり街道。一部公園区域外。               |
| 都道府県道 群:群馬県道 長:長野県道 新:新潟県道 | 長346号              | 13.6km | 須坂市大字豊丘/(同左)                 |                                    | 五味池高原線。                                                 |
| 都道府県道 群:群馬県道 長:長野県道 新:新潟県道 | 長351号              | 0.1km  | 高山村大字奥山田/(同左)               |                                    | 山田温泉線。信州高山あじさいロードの一部                       |
| 都道府県道 群:群馬県道 長:長野県道 新:新潟県道 | 新389号              | 0.3km  | 十日町市大字小出/(同左)               | 清津峡渓谷トンネル入口             | 清津公園線。                                                   |
| 都道府県道 群:群馬県道 長:長野県道 新:新潟県道 | 長群466号            | 10.9km | 高山村大字牧/嬬恋村大字干俣           | 万座峠、万座温泉スキー場、万座温泉 | 牧干俣線                                                       |
| 都道府県道 群:群馬県道 長:長野県道 新:新潟県道 | 長471号              | 12.8km | 山ノ内町大字平穏/山ノ内町大字夜間瀬   | 一ノ瀬スキー場、奥志賀高原スキー場 | 奥志賀公園線。北信州もみじわかばライン。                       |
| 都道府県道 群:群馬県道 長:長野県道 新:新潟県道 | 長502号              | 33.9km | 山ノ内町大字夜間瀬/野沢温泉村大字豊郷 | カヤの平牧場、上の平高原           | 奥志賀公園栄線。                                               |
| その他主要道                                   | 万座ハイウェー       | 10.3km | 嬬恋村大字干俣/(同左)                 | 嬬恋牧場                           | 長野菅平線。浅間・白根・志賀さわやか街道の一部。               |
| その他主要道                                   | 鬼押ハイウェー       | 8.1km  | 軽井沢町大字長倉/(同左)               | 鬼押出し、峰ノ茶屋                 | 浅間・白根・志賀さわやか街道および日本ロマンチック街道の一部。 |
| その他主要道                                   | 白糸ハイランドウェイ | 9.6km  | 軽井沢町大字軽井沢/軽井沢町大字長倉   | 白糸の滝                           |                                                                |
| その他主要道                                   | 小諸市道106号        | 10.6km | 小諸市乙/小諸市甲                     | 車坂峠                             | チェリーパークライン。                                         |

#### 歩道(歩行者専用道路)
環境省は本公園歩道（登山道・ハイキング道）として以下のものを指定している。
|              | 名称                                        | 起点                         | 終点                                       | 主要経由地                                                                          |
| ------------ | ------------------------------------------- | ---------------------------- | ------------------------------------------ | ----------------------------------------------------------------------------------- |
| 自然歩道     | 上信越自然歩道線                            | 四万温泉                     | 平標山登山口(三国)                         | 赤沢山、赤沢スキー場、法師温泉、三国峠、三国山、平標山                              |
| 自然歩道     | 上信越自然歩道線                            | 白根山                       | 花敷温泉                                   | 芳ヶ平、大平湿原、元山                                                              |
| 自然歩道     | 中部北陸自然歩道線 (上州路碓氷峠越えのみち) | 石山・国立公園境界           | 桜沢東・歩道合流点                         | 旧中山道、碓氷峠                                                                    |
| 自然歩道     | 中部北陸自然歩道線 (軽井沢木洩れびのみち)   | 旧軽井沢・国立公園境界       | 峰ノ茶屋・歩道合流点                       | 白糸の滝                                                                            |
| 自然歩道     | 中部北陸自然歩道線 (上州路三国峠のみち)     | 三国峠                       | 永井宿                                     | 旧三国街道                                                                          |
| 自然歩道     | 中部北陸自然歩道線 (越後三國街道石畳のみち) | 貝掛温泉バス停               | 平標山登山口                               | 峠の茶屋跡、山鳥原茶屋、元橋茶屋跡                                                  |
| 自然探勝歩道 | 摩耶滝線                                    | 日向見・四万温泉集団施設地区 | 摩耶滝(摩耶ノ滝)                           |                                                                                     |
| 自然探勝歩道 | 小倉滝線                                    | 四万温泉集団施設地区         | 小倉滝(小倉ノ滝)                           |                                                                                     |
| 自然探勝歩道 | 万座熊池線                                  | 万座集団施設地区             | 熊池・歩道合流点                           |                                                                                     |
| 自然探勝歩道 | 野反湖畔線                                  | 富士見峠                     | 富士見峠                                   | 野反湖野営場                                                                        |
| 自然探勝歩道 | 米子線                                      | 須坂市大字米子               | 須坂市大字米子                             | 不動滝、権現滝                                                                      |
| 自然探勝歩道 | 自然探勝路線                                | 蓮池                         | 硯川                                       | 蓮池、池の平、下の小池、長池、上の小池、三角池、 田ノ原湿原、木戸池、平床           |
| 自然探勝歩道 | 志賀山回遊線                                | 木戸池南                     | 大沼林道口                                 | 大沼池、四十八池、渋池                                                              |
| 自然探勝歩道 | 志賀山回遊線                                | 硯川                         | 大沼林道口                                 | 大沼池、四十八池、渋池                                                              |
| 自然探勝歩道 | 志賀山回遊線                                | 清水駐車場                   | 信大教育園                                 | 大沼池、四十八池、渋池                                                              |
| 自然探勝歩道 | 大倉新道線                                  | 西発哺                       | 一の瀬西                                   |                                                                                     |
| 歩道         | 白根・芳ヶ平線                              | 芳ヶ平                       | 弓池                                       |                                                                                     |
| 歩道         | 太平湿原花敷線                              | 太平湿原・歩道分岐点         | 中之条・国立公園境界                       | 平兵衛池                                                                            |
| 歩道         | 五味池御飯岳線                              | 五味池(大池)                 | 御飯岳山頂                                 | 破風岳、毛無峠、毛無山                                                              |
| 登山道       | 万座山田峠線                                | 万座                         | 山田峠                                     |                                                                                     |
| 登山道       | 万座本白根線                                | 万座                         | 本白根・歩道分岐点                         |                                                                                     |
| 登山道       | 鳥居峠四阿山線                              | 鳥居峠                       | 浦倉山                                     | 的岩山、パルコールつま恋スキー場ゴンドラ山頂駅                                      |
| 登山道       | 新鹿沢旧鹿沢線                              | 新鹿沢                       | 旧鹿沢                                     | 鹿沢園地、たまだれの滝                                                              |
| 登山道       | 旧鹿沢角間鍋蓋山線                          | 旧鹿沢                       | 鍋蓋山山頂                                 | 角間峠、角間山                                                                      |
| 登山道       | 湯ノ丸山線                                  | 地蔵峠                       | 烏帽子岳、角間峠・歩道分岐点               | 湯ノ丸山                                                                            |
| 登山道       | 本白根線                                    | 弓池                         | 弓池                                       | 逢の峰                                                                              |
| 登山道       | 横手山草津線                                | 横手山山頂                   | 草津・国立公園境界                         | 渋峠、芳ヶ平、常布の滝                                                              |
| 登山道       | 稲包山線                                    | 三国峠                       | 赤沢山・歩道分岐点                         | 稲包山                                                                              |
| 登山道       | 赤沢山線                                    | 法師温泉                     | 赤沢山・歩道分岐点                         |                                                                                     |
| 登山道       | 菅平四阿山線                                | 菅平ダボス                   | 四阿山頂                                   | 根子岳                                                                              |
| 登山道       | 菅平四阿山線                                | 菅平牧場                     | 四阿・根子岳歩道分岐点                     | 根子岳                                                                              |
| 登山道       | 黒斑山登山線                                | 車坂峠                       | しゃくなげ園                               | 黒斑山、蛇骨岳、白ハゲ、賽ノ河原                                                    |
| 登山道       | 黒斑山登山線                                | トーミの頭                   | 湯の平・歩道合流点                         | 黒斑山、蛇骨岳、白ハゲ、賽ノ河原                                                    |
| 登山道       | 黒斑山登山線                                | 鋸岳                         | 賽ノ河原・歩道合流点                       | 黒斑山、蛇骨岳、白ハゲ、賽ノ河原                                                    |
| 登山道       | 黒斑山登山線                                | 蛇骨岳                       | 中コース・歩道合流点                       | 黒斑山、蛇骨岳、白ハゲ、賽ノ河原                                                    |
| 登山道       | 不動滝浅間山頂線                            | 天狗温泉                     | 浅間山頂、前掛山                           | 火山館、湯の平                                                                      |
| 登山道       | 国境平峠線                                  | 国境平・国立公園境界         | 熊野神社                                   | 鼻曲山、留夫山                                                                      |
| 登山道       | 鼻曲峠剣ノ峰霧積線                          | 鼻曲峠                       | 霧積温泉・歩道合流点、剣ノ峰山頂           | 金山、十六曲峠                                                                      |
| 登山道       | 浅間登山線                                  | 軽井沢町・国立公園境界       | 浅間山頂                                   | 峰ノ茶屋                                                                            |
| 登山道       | 離山線                                      | 軽井沢・国立公園境界         | 軽井沢・国立公園境界                       |                                                                                     |
| 登山道       | 追分石尊山線                                | 追分・国立公園境界           | 浅間石尊山頂                               | 石尊山                                                                              |
| 登山道       | 清水街道線                                  | 谷川岳集団施設地区           | 逢峠・歩道合流点、清水峠歩道合流点         | 幽ノ沢、白樺避難小屋                                                                |
| 登山道       | 谷川朝日縦走線                              | 土合口                       | 谷川岳山頂・歩道合流点                     | 白毛門、笠ヶ岳、朝日岳、清水峠、七ッ小屋山、逢峠、 武能岳、一ノ倉岳、谷川岳         |
| 登山道       | 西黒巌剛線                                  | 谷川岳集団施設地区           | 谷川岳山頂・歩道合流点                     | ザンゲ岩                                                                            |
| 登山道       | 天神尾根線                                  | 谷川温泉、二俣・国立公園境界 | 谷川岳山頂・歩道合流点                     | 天神平、天神峠、二俣、熊穴沢避難小屋                                                |
| 登山道       | 川古赤谷線                                  | 川古温泉                     | 大源太山・歩道合流点、毛渡乗越・歩道合流点 |                                                                                     |
| 登山道       | 谷川連峰縦走線                              | 法師温泉                     | 肩の小屋宿舎・歩道合流点                   | 三国峠、三国山、三角山、平標山、エビス大黒ノ頭、 万太郎山、大障子ノ頭、オジカ沢ノ頭 |
| 登山道       | 笠ヶ岳登山線                                | 奥山田・町村境・歩道分岐点   | 笠ヶ岳山頂                                 |                                                                                     |
| 登山道       | 岩菅山登山線                                | 一の瀬                       | 岩菅山ノッキリ・歩道合流点                 |                                                                                     |
| 登山道       | 岩菅山登山線                                | 聖平                         | 岩菅山ノッキリ・歩道合流点                 |                                                                                     |
| 登山道       | 東館山切明縦走線                            | 東館山山頂                   | 切明・国立公園境界                         | 岩菅山、烏帽子岳                                                                    |
| 登山道       | 志賀山縦走線                                | 四十八池・歩道分岐点         | 清水口                                     | 志賀山、裏志賀山                                                                    |
| 登山道       | 志賀山縦走線                                | 鉢山西・歩道分岐点           | 清水口                                     | 志賀山、裏志賀山                                                                    |
| 登山道       | カヤノ平八剣山登山線                        | カヤノ平野営場               | 八剣山山頂                                 | 北ドブ湿原、八剣山                                                                  |
| 登山道       | カヤノ平八剣山登山線                        | カヤノ平                     | 八剣山山頂                                 | 北ドブ湿原、八剣山                                                                  |
| 登山道       | 鳥甲山登山線                                | ムジナ平・国立公園境界       | 鳥甲山山頂                                 | 鳥甲山                                                                              |
| 登山道       | 高標山登山線                                | カヤノ平野営場               | 高標山山頂                                 | 高標山                                                                              |
| 登山道       | 切明野反湖線                                | 切明・国立公園境界           | 渋沢ダム                                   |                                                                                     |
| 登山道       | 赤石山登山線                                | 寺子屋峰・歩道分岐点         | 赤石山・歩道合流点                         | 赤石山                                                                              |
| 登山道       | 赤石山登山線                                | 大沼池・歩道分岐点           | 赤石山西・歩道合流点                       | 赤石山                                                                              |
| 登山道       | 法坂坊寺山線                                | 法坂                         | 坊寺山山頂                                 | 幕岩、坊寺山                                                                        |
| 登山道       | 焼額山登山線                                | 一の瀬                       | 奥志賀高原                                 | 稚児池                                                                              |
| 登山道       | 上林水無池線                                | 上林・国立公園境界           | 水無池・歩道合流点                         |                                                                                     |
| 登山道       | 四十八池高沢山線                            | 四十八池上分岐・歩道分岐点   | 高沢山・歩道合流点                         | 赤石山                                                                              |

### 宿泊施設
本公園には、旅館業法に規定される宿泊施設(下宿は除く。)のほかに、ペンション、民宿のほか、企業等法人が運営する保養施設で一般に解放されているものなどがある。また、山岳地帯には山小屋が複数存在する。

#### 温泉宿・スキー宿
温泉宿は、四万温泉や谷川温泉に代表される複数の宿泊施設が集中したいわゆる温泉街を形成している地区、あるいは、法師温泉や霧積温泉に代表される源泉を一軒から数軒で利用している地区などがある。スキー宿は、志賀高原スキー場や苗場スキー場に代表される宿泊施設がスキー場と一体となってスキーリゾートを形成している地区、あるいは、野沢温泉スキー場や菅平スキー場に代表されるスキー場に近接した既成の山麓集落の中に宿泊施設が点在する地区がある。また、温泉宿とスキー宿を兼ねた施設(地区)が数多く存在する(鹿沢温泉と鹿沢スノーエリア、万座温泉と万座温泉スキー場など)。

本公園区域の隣接地には、複数の温泉宿(温泉街)や宿泊施設があり、これらを利用する宿泊客の多くが本公園内の観光やスキー場の利用といった本公園の利用を目的としている実態から、表中の地域欄に「隣」と付して記載している。
| 地域 | 温泉名         | スキー場名                             | 所在地                                 | 軒数 | 備考                           |
| ---- | -------------- | -------------------------------------- | -------------------------------------- | ---- | ------------------------------ |
| 谷   | 湯檜曽温泉     | ―                                      | 群馬県利根郡みなかみ町大字湯檜曽       | 4    |                                |
| 谷   | 谷川温泉       | ホワイトバレースキー場                 | 群馬県利根郡みなかみ町大字谷川         | 6    | 共同浴場2軒                    |
| 谷   | 川古温泉       | ―                                      | 群馬県利根郡みなかみ町大字相俣         | 1    |                                |
| 谷   | 法師温泉       | ―                                      | 群馬県利根郡みなかみ町大字永井         | 1    |                                |
| 隣   | 猿ケ京温泉     | ―                                      | 群馬県利根郡みなかみ町大字猿ケ京温泉   | 11   | 共同浴場1軒                    |
| 草   | 四万温泉       | ―                                      | 群馬県吾妻郡中之条町大字四万           | 34   | 共同浴場4軒、足湯3か所         |
| 隣   | 草津温泉       | 草津温泉スキー場                       | 群馬県吾妻郡草津町大字草津             | 105  | 共同浴場3軒                    |
| 草   | 万座温泉       | 万座温泉スキー場                       | 群馬県吾妻郡嬬恋村大字干俣             | 6    |                                |
| 草   | 嬬恋バラギ温泉 | パルコールつま恋リゾート               | 群馬県吾妻郡嬬恋村大字干俣             | 3    | 共同浴場1軒                    |
| 草   | 鹿沢温泉       | ―                                      | 群馬県吾妻郡嬬恋村大字田代             | 2    |                                |
| 草   | 新鹿沢温泉     | 鹿沢スノーエリア                       | 群馬県吾妻郡嬬恋村大字田代             | 3    | 共同浴場1軒                    |
| 草   | 霧積温泉       | ―                                      | 群馬県安中市松井田町大字坂本           | 1    |                                |
| 草   | 小瀬温泉       | ―                                      | 長野県北佐久郡軽井沢町大字長倉         | 1    |                                |
| 隣   | 星野温泉       | ―                                      | 長野県北佐久郡軽井沢町大字長倉         | 1    | 共同浴場1軒                    |
| 隣   | 塩壺温泉       | ―                                      | 長野県北佐久郡軽井沢町大字長倉         | 1    |                                |
| 草   | 高峰温泉       | アサマ2000パーク                       | 長野県小諸市大字菱平                   | 1    |                                |
| 隣   | 菱野温泉       | ―                                      | 長野県小諸市大字菱平                   | 2    |                                |
| 草   | ―              | 湯の丸スキー場                         | 長野県東御市大字新張                   | 2    |                                |
| 草   | ―              | 菅平高原スノーリゾート                 | 長野県上田市大字菅平高原               | 99   |                                |
| 須   | ―              | 峰の原高原スキー場(休業中)             | 長野県須坂市大字仁礼                   | 40   |                                |
| 須   | 山田温泉       | 山田温泉キッズスノーパーク             | 長野県上高井郡高山村大字山田温泉       | 6    | 共同浴場1軒、足湯1か所         |
| 須   | 五色温泉       | ―                                      | 長野県上高井郡高山村大字奥山田         | 1    |                                |
| 須   | 七味温泉       | ―                                      | 長野県上高井郡高山村大字奥山田         | 2    |                                |
| 須   | ―              | YAMABOKUワイルドスノーパーク(休業中)   | 長野県上高井郡高山村大字奥山田         | 7    |                                |
| 隣   | 上林温泉       | ―                                      | 長野県下高井郡山ノ内町大字平穏         | 5    |                                |
| 志   | 地獄谷温泉     | ―                                      | 長野県下高井郡山ノ内町大字平穏         | 1    |                                |
| 志   | 熊の湯温泉     | 熊の湯スキー場                         | 長野県下高井郡山ノ内町大字平穏         | 8    |                                |
| 志   | 木戸池温泉     | 木戸池スキー場                         | 長野県下高井郡山ノ内町大字平穏         | 1    |                                |
| 志   | 石の湯温泉     | ―                                      | 長野県下高井郡山ノ内町大字平穏         | 3    |                                |
| 志   | ―              | サンバレースキー場                     | 長野県下高井郡山ノ内町大字平穏         | 5    |                                |
| 志   | ―              | 丸池スキー場                           | 長野県下高井郡山ノ内町大字平穏         | 7    |                                |
| 志   | ―              | 蓮池スキー場                           | 長野県下高井郡山ノ内町大字平穏         | 3    |                                |
| 志   | 志賀山温泉     | ジャイアントスキー場                   | 長野県下高井郡山ノ内町大字平穏         | 5    |                                |
| 志   | ―              | 発哺・ブナ平スキー場                   | 長野県下高井郡山ノ内町大字平穏         | 3    |                                |
| 志   | 発哺温泉       | 東館山スキー場、西館山スキー場         | 長野県下高井郡山ノ内町大字平穏         | 7    | 一部の宿泊施設は温泉ではない。 |
| 志   | 高天ヶ原温泉   | 高天ヶ原スキー場                       | 長野県下高井郡山ノ内町大字平穏         | 6    |                                |
| 志   | ―              | 一の瀬ファミリー・ダイヤモンドスキー場 | 長野県下高井郡山ノ内町大字平穏         | 22   |                                |
| 志   | ―              | 焼額山スキー場                         | 長野県下高井郡山ノ内町大字平穏         | 3    |                                |
| 志   | ―              | 奥志賀高原スキー場                     | 長野県下高井郡山ノ内町大字夜間瀬       | 12   |                                |
| 隣   | 野沢温泉       | 野沢温泉スキー場                       | 長野県下高井郡野沢温泉村大字豊郷       | 59   |                                |
| 隣   | 小赤沢温泉     | ―                                      | 長野県下水内郡栄村大字堺小赤沢         | 5    |                                |
| 隣   | 屋敷温泉       | ―                                      | 長野県下水内郡栄村大字堺屋敷           | 1    |                                |
| 隣   | 和山温泉       | ―                                      | 長野県下水内郡栄村大字堺和山           | 7    | 一部の宿泊施設は温泉ではない。 |
| 隣   | 切明温泉       | ―                                      | 長野県下水内郡栄村大字堺切明           | 3    |                                |
| 苗   | 清津峡温泉     | ―                                      | 新潟県十日町市大字小出癸               | 2    |                                |
| 苗   | 貝掛温泉       | ―                                      | 新潟県南魚沼郡湯沢町大字三俣           | 1    |                                |
| 苗   | ―              | かぐらスキー場                         | 新潟県南魚沼郡湯沢町大字三俣、大字三国 | 44   |                                |
| 苗   | 赤湯温泉       | ―                                      | 新潟県南魚沼郡湯沢町大字三国           | 1    | 車でのアクセス不可。           |
| 苗   | ―              | 苗場スキー場                           | 新潟県南魚沼郡湯沢町大字三国           | 65   |                                |

#### 山小屋
山小屋(ヒュッテ)は、谷川連峰と白根山とを結ぶ稜線上を中心に適宜に整備、配置されている。
| 名称                 | 名称             | 所在  | 標高                                     | 備考 |
| -------------------- | ---------------- | ----- | ---------------------------------------- | ---- |
| 有人小屋             |                  |       |                                          |      |
| 土合山の家           | 土合駅近接       | 674m  |                                          |      |
| 蓬ヒュッテ           | 蓬峠             | 1532m |                                          |      |
| 肩ノ小屋             | 谷川岳山頂       | 1913m |                                          |      |
| 平標山の家           | 平標山南稜線     | 1654m |                                          |      |
| 和田小屋             | かぐらスキー場   | 1366m |                                          |      |
| 山口館               | 清津川上流域     | 1030m | 赤湯温泉。                               |      |
| 苗場山ヒュッテ       | 苗場山山頂       | 2140m | 苗場山自然体験交流センター               |      |
| 横手山頂ヒュッテ     | 横手山山頂       | 2294m |                                          |      |
| 渋峠ホテル           | 渋峠             | 2154m |                                          |      |
| カヤの平ロッジ       | カヤノ平         | 1459m |                                          |      |
| 芳ヶ平ヒュッテ       | 芳ヶ平湿原       | 1833m |                                          |      |
| 浅間山荘             | 浅間山南西麓     | 1415m | 天狗温泉がある。                         |      |
| 無人小屋             |                  |       |                                          |      |
| 笠ヶ岳避難小屋       | 笠ヶ岳山頂       | 1835m |                                          |      |
| 白崩避難小屋         | 清水峠           | 1446m |                                          |      |
| 白樺避難小屋         |                  | 1265m | 国道291号沿い。                          |      |
| 茂倉小屋             |                  | 1876m |                                          |      |
| 一ノ倉岳避難小屋     | 一ノ倉岳山頂     | 1968m |                                          |      |
| 熊穴沢避難小屋       | 天神尾根上部     | 1469m |                                          |      |
| オジカ沢ノ頭避難小屋 | オジカ沢ノ頭山頂 | 1859m |                                          |      |
| 大障子避難小屋       | 大障子ノ頭東稜線 | 1677m |                                          |      |
| 越路避難小屋         | 東俣ノ頭西稜線   | 1691m |                                          |      |
| エビス大黒避難小屋   | 仙ノ倉山東稜線   | 1774m |                                          |      |
| 五三郎小屋           | 大高山南稜線     | 1862m |                                          |      |
| 笠ヶ岳避難小屋       | 笠ヶ岳西麓       | 1911m |                                          |      |
| 岩菅避難小屋         | 岩菅山山頂       | 2289m |                                          |      |
| 山田峠避難小屋       | 山田峠           | 2048m | 国道292号沿い。                          |      |
| タコチコース避難小屋 | 笠ヶ岳西麓       | 1134m | 林道沿い。                               |      |
| 根子岳避難小屋       | 根子岳西麓       | 1784m | 峰の原高原、米子大瀑布、根子岳の分岐点。 |      |

### 運動施設

#### スキー場
| 名称                         | 地域   | 索道数 | コース数 | 所在地                                     | 備考                                                       |
| ---------------------------- | ------ | ------ | -------- | ------------------------------------------ | ---------------------------------------------------------- |
| 谷川岳天神平スキー場         | 谷     | 5      | 8        | みなかみ町大字湯檜曽                       | 索道数には谷川岳ロープウェイを含む。                       |
| ホワイトバレースキー場       | 谷     | 2      | 6        | みなかみ町大字谷川温泉                     |                                                            |
| みなかみ町営赤沢スキー場     | 谷     | 3      | 4        | みなかみ町大字永井                         | 索道数にはロープトゥ、コース数にはソリ専用ゲレンデを含む。 |
| アサマ2000パーク             | 草     | 4      | 10       | 嬬恋村大字田代                             |                                                            |
| 鹿沢スノーエリア             | 草     | 8      | 15       | 嬬恋村大字田代                             |                                                            |
| パルコールつま恋リゾート     | 草     | 5      | 16       | 嬬恋村大字干俣                             |                                                            |
| 表万座スノーパーク           | 草     | 3      | 4        | 嬬恋村大字干俣                             | 休業中。                                                   |
| 万座温泉スキー場             | 草     | 4      | 11       | 嬬恋村大字干俣                             |                                                            |
| 草津温泉スキー場             | 草     | 8      | 11       | 草津町大字草津                             | コース数にはスノーシューコースを含む。                     |
| 湯の丸スキー場               | 草     | 6      | 9        | 東御市大字新張                             |                                                            |
| 菅平高原スノーリゾート       | 草     | 19     | 59       | 上田市大字菅平高原                         |                                                            |
| 峰の原高原スキー場           | 須     | 3      | 10       | 須坂市大字仁礼                             | 休業中。                                                   |
| 山田温泉キッズスノーパーク   | 須     | 1      | 1        | 高山村大字山田温泉                         |                                                            |
| ヤマボクワイルドスノーパーク | 須     | 3      | 19       | 高山村大字山田牧場                         | コース数にはタコチコースを含む。                           |
| 志賀高原スキー場             | 志・草 | 49     | 97       | 山ノ内町大字平穏・夜間瀬、中之条町大字入山 |                                                            |
| 野沢温泉スキー場             | 志     | 21     | 45       | 野沢温泉村大字豊郷                         | 索道数およびコース数は本公園区域外のものを含む。           |
| 苗場スキー場                 | 苗     | 11     | 22       | 湯沢町大字三国                             | 索道数にはドラゴンドラを含まない。                         |
| かぐらスキー場               | 苗     | 21     | 23       | 湯沢町大字三俣、大字三国                   | 索道数にはドラゴンドラを含む。                             |

#### ゴルフ場
| 名称                                   | 地域 | ホール数 | パー | ヤード数 | 所在地                                           | 備考                         |
| -------------------------------------- | ---- | -------- | ---- | -------- | ------------------------------------------------ | ---------------------------- |
| 草津温泉ゴルフ場                       | 草   | 18       | 72   | 6800     | 群馬県吾妻郡草津町大字草津字白根国有林154林班    | 旧草津高原ゴルフ場           |
| ロイヤルブルーゴルフリゾート           | 草   | 18       | 72   | 6880     | 群馬県吾妻郡嬬恋村大字大笹大平1832-1             | 旧北軽井沢嬬恋ゴルフコース   |
| 太平洋クラブ軽井沢リゾート             | 草   | 36       | 144  | 12750    | 群馬県吾妻郡長野原町大字北軽井沢2032-279         | 旧太平洋クラブ軽井沢ゴルフ場 |
| 旧軽井沢ゴルフクラブ                   | 草   | 12       | 48   | 4289     | 長野県北佐久郡軽井沢町大字軽井沢1372-3           |                              |
| 上田菅平高原グランヴィリオゴルフ倶楽部 | 草   | 18       | 72   | 6459     | 長野県上田市菅平高原1223-3307                    |                              |
| 菅平グリーンゴルフ                     | 須   | 18       | 72   | 6804     | 長野県須坂市大字仁礼峰の原3153                   |                              |
| 奥志賀高原ゴルフ場                     | 志   | 6        | 23   | 1840     | 長野県下高井郡山ノ内町大字夜間瀬字大洞沢12379-23 |                              |
| 苗場プリンスホテルゴルフコース         | 苗   | 18       | 72   | 6138     | 新潟県南魚沼郡湯沢町大字三国202                  | 休業中。                     |

### その他の施設

#### 野営場(キャンプ場)
環境省は本公園の野営場として以下のものを指定している（計画を含む）。
| 名称               | 愛称                         | 地域 | 所在地                           | 備考                       |
| ------------------ | ---------------------------- | ---- | -------------------------------- | -------------------------- |
| 芳ヶ平野営場       |                              | 草   | 群馬県吾妻郡草津町甲             | 芳ヶ原ヒュッテに併設。     |
| 野反湖野営場       | 野反湖キャンプ場             | 草   | 群馬県吾妻郡中之条町大字入山     |                            |
| 鬼押出野営場       | ASAMA Park Field             | 草   | 群馬県吾妻郡嬬恋村大字鎌原       |                            |
| 小瀬野営場         | ライジングフィールド軽井沢   | 草   | 長野県北佐久郡軽井沢町大字長倉   | 旧軽井沢レクの森キャンプ場 |
| 谷川一ノ倉沢野営場 | 谷川岳ドライブインキャンプ場 | 谷   | 群馬県利根郡みなかみ町大字湯檜曽 |                            |
| 笠越野営場         | 笠岳キャンプ場               | 志   | 長野県下高井郡山ノ内町大字平穏   |                            |
| 大沼池野営場       |                              | 志   | 長野県下高井郡山ノ内町大字平穏   |                            |
| 巣鷹湖野営場       | スタカ湖キャンプ場           | 志   | 長野県下高井郡野沢温泉村大字豊郷 |                            |
| カヤノ平野営場     | カヤの平高原キャンプ場       | 志   | 長野県下高井郡木島平村大字上木島 |                            |

本公園には環境省指定外のキャンプ場として以下の施設がある。
| 名称・愛称                           | 地域 | 所在地                           |
| ------------------------------------ | ---- | -------------------------------- |
| 谷川岳山麓オートキャンプ場           | 谷   | 群馬県利根郡みなかみ町大字湯檜曽 |
| 湯島オートキャンプ場                 | 谷   | 群馬県利根郡みなかみ町大字相俣   |
| 北軽井沢森林キャンプ場イガイガランド | 草   | 群馬県吾妻郡嬬恋村大字鎌原       |
| 浅間高原ファミリーオートキャンプ場   | 草   | 群馬県吾妻郡嬬恋村大字鎌原       |
| LOTUS deck camp resort               | 草   | 群馬県吾妻郡嬬恋村大字鎌原       |
| 嬬恋鹿沢キャンピングガーデン         | 草   | 群馬県吾妻郡嬬恋村大字田代       |
| 休暇村嬬恋鹿沢キャンプ場             | 草   | 群馬県吾妻郡嬬恋村大字田代       |
| 天狗温泉浅間山荘キャンプ場           | 草   | 長野県小諸市甲                   |
| 湯の丸キャンプ場                     | 草   | 長野県東御市大字新張             |
| 菅平高原ファミリーオートキャンプ場   | 草   | 長野県上田市大字菅平高原         |
| 山田牧場キャンプ場                   | 須   | 長野県上高井郡高山村大字山田牧場 |
| 木戸池キャンプ場                     | 志   | 長野県下高井郡山ノ内町大字平穏   |
| 苗場高原オートキャンプ場             | 苗   | 新潟県南魚沼郡湯沢町大字三国     |

#### 観光牧場
- 浅間牧場（県営浅間家畜育成牧場）　群馬県吾妻郡長野原町北軽井沢2032-23
- 嬬恋牧場（干俣牧場）　群馬県吾妻郡嬬恋村大字干俣字熊四郎山2401-615
- 湯ノ丸牧場　長野県長野県東御市新張新張山国有林1013ホ林小班
- 菅平牧場　長野県長野県上田市菅平高原1278-288
- 山田牧場　長野県上高井郡高山村大字奥山田3681-17
- 奥志賀牧場　野県下高井郡山ノ内町大字夜間瀬字丸山12374
- カヤの平牧場　長野県木島平村大字字往郷山　国有林
- （参考）乳山牧場（五味池破風高原自然園）　長野県須坂市豊丘豊丘上町。牧場としては廃業し、現在は高原自然園として開放されている。

## アクセス

### 公共交通機関

#### 鉄道
本公園内の旅客駅および本公園から徒歩圏(概ね30分、2.5km以内)の旅客駅は以下のとおりである。
| 路線         | 駅       | 列車本数(往復)※ | 最寄りの公園施設等 | 道のり | 備考                                     |
| ------------ | -------- | --------------- | ------------------ | ------ | ---------------------------------------- |
| JR上越線     | 湯檜曽   | 5(土曜日6)      | 湯檜曽温泉         | 260m   |                                          |
| JR上越線     | 土合     | 5(土曜日6)      | （本公園内）       | 0m     | 天神平ロープウェイの土合口駅まで1.3km。  |
| JR上越線     | 土樽     | 5(土曜日6)      | 茂倉新道登山口     | 2,000m |                                          |
| JR北陸新幹線 | 軽井沢   | 27(平日下り28)  | 碓氷峠             | 1,400m | 離山東登山口(国立公園境界)まで1,500m     |
| しなの鉄道線 | 軽井沢   | 30              | 碓氷峠             | 1,400m | 離山東登山口(国立公園境界)まで1,500m     |
| しなの鉄道線 | 中軽井沢 | 30(上り29)      | 離山西登山口       | 1,500m |                                          |
| しなの鉄道線 | 信濃追分 | 28              | 千メートル林道     | 1,400m | 公園区域内に別荘地、企業等研修所等多数。 |

※2020年10月1日現在

#### 路線バス
本公園区域内もしくは本公園の入口を経由地あるいは終点とする一般乗合旅客自動車運送事業(乗合バス)のうち、路線キロ程が比較的短い路線バスは以下のとおりである。（太字は本公園内の停留所）
| 主な起点(駅など) | 運営主体     | 路線                           | 便数※1 | 主な経由地(停留所名)                                       | 終点               | 備考                                                                   |
| ---------------- | ------------ | ------------------------------ | ------ | ---------------------------------------------------------- | ------------------ | ---------------------------------------------------------------------- |
| 水上駅           | 関越交通(株) | 水上線                         | 1      | ゆびそ駅前、ゆびそ温泉街                                   | 粟沢               |                                                                        |
| 水上駅           | 関越交通(株) | 水上線                         | 12     | ゆびそ駅前、土合駅前                                       | 谷川岳ロープウェイ |                                                                        |
| 上毛高原駅       | 関越交通(株) | 水上線                         | 10     | 水上駅、ゆびそ駅前、土合駅前                               | 谷川岳ロープウェイ |                                                                        |
| 上毛高原駅       | 関越交通(株) | 猿ヶ京線                       | 14     | 学校下                                                     | 猿ヶ京             | 学校下から国立公園境界まで徒歩3分。 猿ヶ京から法師温泉方面のバスあり。 |
| 沼田駅           | 関越交通(株) | 猿ヶ京線                       | 14     | 後閑駅、上毛高原駅、学校下                                 | 猿ヶ京             | 学校下から国立公園境界まで徒歩3分。 猿ヶ京から法師温泉方面のバスあり。 |
| 猿ヶ京           | みなかみ町   | 法師線                         | 4      | 永井宿郷土館入口、赤沢スキー場                             | 法師温泉           | 赤沢スキー場は冬季のみ経由。                                           |
| 中之条駅         | 関越交通(株) | 四万温泉線                     | 16     | 嘉満ヶ淵、清流の湯入口                                     | 四万温泉           |                                                                        |
| 花敷温泉         | 中之条町※2   |                                | 3      | 野反峠                                                     | 野反湖             | 10月下旬～4月末は運休。                                                |
| 長野原草津口駅   | 中之条町※2   | 湯の平温泉口、花敷温泉、野反峠 | 3      | 10月下旬～4月末は運休(花敷温泉まで)。土・休校日は下り2便。 | 野反湖             |                                                                        |
| 長野原草津口駅   | JRバス※3     | 草津線                         | 17     | 本白根農場前、運動茶屋                                     | 草津温泉           | 上り16便。土・日・休校日は上り1便減。                                  |
| 草津温泉         | 草津町※4     | A循環                          | 12     | 草津国際スキー場、西の河原露天風呂入口                     | 草津温泉           | 一方向の循環バス。                                                     |
| 草津温泉         | 草津町※4     | C循環                          | 7      | 西の河原露天風呂入口                                       | 草津温泉           | 一方向の循環バス。                                                     |
| 草津温泉         | JRバスほか※5 | 白根火山線※6※                  | 8      | 草津国際スキー場、殺生河原                                 | 白根火山           |                                                                        |
| 応桑道(羽根尾駅) | 草軽交通(株) | 草北線                         | 1      | 本白根農場前、運動茶屋                                     | 草津温泉           | 起点は北軽井沢。                                                       |
| 応桑道(羽根尾駅) | 草軽交通(株) | 病院線                         | 3      | 本白根農場前、運動茶屋                                     | 草津温泉           | 起点は軽井沢駅。下り1便は急行線。                                      |
| 万座・鹿沢口駅   | 西武バス※7   | 軽井沢万座線                   | 3      | 嬬恋高原、嬬恋牧場愛妻の鐘                                 | 万座               | 四季それぞれのダイヤあり。軽井沢駅が起点。                             |
| 万座・鹿沢口駅   | 西武バス※7   | 軽井沢仙之入草津線             | 2      | 仙之入、本白根農場前、運動茶屋                             | 草津温泉           | 四季それぞれのダイヤあり。下り1便は軽井沢駅が起点。                    |
| 万座・鹿沢口駅   | 西武バス※7   | 軽井沢仙之入草津線             | 3      | 鬼押出し園、峰の茶屋                                       | 軽井沢駅           | 四季それぞれのダイヤあり。下りは4便。                                  |
| 横川駅           | JRバス※3     | 横川軽井沢線                   | 1      | めがね橋、熊ノ平                                           | 軽井沢駅           | 土・日運行。直通バス(碓氷バイパス経由)は8往復(土・日7往復)             |
| 軽井沢駅         | JRバス※3     | 横川軽井沢線                   | 1      | 熊ノ平、めがね橋                                           | 横川駅             | 土・日運行。直通バス(碓氷バイパス経由)は8往復(土・日7往復)             |
| 軽井沢駅         | 西武バス※7   | 軽井沢万座線                   | 3      | 中軽井沢駅、峰の茶屋、鬼押出し園、万座・鹿沢口駅           | 万座               |                                                                        |
| 軽井沢駅         | 西武バス※7   | 鬼押出し園線                   | 3      | 中軽井沢駅、千ヶ滝温泉入口、万山望、峰の茶屋               | 鬼押出し園         | 起点は軽井沢駅。土・日は4往復。                                        |
| 軽井沢駅         | 西武バス※7   | 軽井沢仙之入線                 | 1      | 中軽井沢駅、鬼押出し園、万座・鹿沢口駅、本白根農場前       | 草津温泉           | 四季それぞれのダイヤあり。上り2便。                                    |
| 軽井沢駅         | 草軽交通(株) | 病院線                         | 3      | 白糸の滝、浅間ハイランドパーク、応桑道(羽根尾駅)           | 草津温泉           | 下り1便は急行線。                                                      |
| 軽井沢駅         | 草軽交通(株) | 北軽線                         | 1      | 白糸の滝、峰の茶屋                                         | 北軽井沢           |                                                                        |
| 軽井沢駅         | 草軽交通(株) | 白糸線                         | 3      | 旧軽井沢、小瀬温泉                                         | 白糸の滝           | 7月下旬～10月までの土・日運行。                                        |
| 佐久平駅         | JRバス※3     | 高峰高原線                     | 2      | 小諸駅、浅間登山口                                         | 高峰高原           | 冬季はアサマ2000スキー場発着。                                         |
| 佐久平駅         | 千曲バス(株) | 湯の丸線                       | 2      | 小諸駅、七十番                                             | 湯の丸             | 冬季は1往復。                                                          |
| 小諸駅           | 千曲バス(株) | 湯の丸線                       | 2      | 七十番                                                     | 湯の丸             |                                                                        |
| 上田駅           | 上田バス(株) | 菅平高原線                     | 8      | 菅平ダム、別荘入口、ダボス、太郎リフト                     | 西菅平             | 2便は大松発着。                                                        |
| You遊ランド      | 高山村       | 山田温泉線                     | 7      | 蕨温泉                                                     | 山田温泉           |                                                                        |
| 須坂駅           | 長電バス(株) | 山田温泉線                     | 5      | You遊ランド、蕨温泉                                        | 山田温泉           |                                                                        |
| 白馬八方         | 長電バス(株) | 八方・志賀高原線               | 1      | スノーモンキーパーク(SMP)                                  | 志賀高原山の駅     | 12月下旬～2月末運行。予約制。                                          |
| 長野駅(東口)     | 長電バス(株) | 志賀高原線                     | 2      | 道の駅やまのうち、SMP                                      | 志賀高原山の駅     | 4月上旬～12月上旬運行。冬季増便。                                      |
| 長野駅(東口)     | 長電バス(株) | 志賀高原線                     | 1      | SMP、志賀高原山の駅、一の瀬                                | 奥志賀高原ホテル   | 4月上旬～12月上旬運行。冬季増便。                                      |
| 長野駅(東口)     | 長電バス(株) | 志賀高原線                     | 1      | SMP、志賀高原山の駅、ほたる温泉                            | 白根火山※8         | 4月上旬～12月上旬運行。冬季増便（ほたる温泉発着）。                    |
| 長野駅(東口)     | 長電バス(株) | 志賀高原線                     | 2      |                                                            | SMP                | 12月上旬～4月上旬運行。上り3便。                                       |
| 信州中野駅       | 長電バス(株) | 上林線                         | 6      | 松川駅、夜間瀬駅、湯田中駅、渋温泉                         | SMP                | 上り8便(うち1便は湯田中駅行き)。                                       |
| 湯田中駅         | 長電バス(株) | 白根火山線                     | 5      | 渋温泉、SMP、志賀高原山の駅、ほたる温泉                    | 白根火山           | 下り1便はほたる温泉行き。上り3便。                                     |
| 湯田中駅         | 長電バス(株) | 奥志賀高原線                   | 4      | 渋温泉、SMP、志賀高原山の駅、一の瀬                        | 奥志賀高原ホテル   | 上り6便。                                                              |
| 志賀高原山の駅   | 長電バス(株) | 奥志賀高原線                   | 6      | 一の瀬                                                     | 奥志賀高原ホテル   | 上り4便                                                                |
| 志賀高原山の駅   | 長電バス(株) | 白根火山線                     | 4      | ほたる温泉                                                 | 白根火山           | 上り7便(一部ほたる温泉発着)。                                          |
| 飯山駅           | 長電バス(株) | 野沢線                         | 11     |                                                            | 野沢温泉           | 野沢温泉から索道を利用して国立公園(上ノ平)に連絡。                     |
| 飯山駅           | 長電バス(株) | 志賀高原線                     | 1      |                                                            | SMP                | 12月上旬～4月上旬運行。野沢グランドホテル発着、野沢温泉経由。          |
| 飯山駅           | 長電バス(株) | 志賀高原線                     | 1      | SMP、志賀高原山の駅、一の瀬                                | 奥志賀高原ホテル   | 12月上旬～4月上旬運行。上りは志賀高原山の駅発。                        |
| 津南駅           | 南越後バス※9 | 秋山郷線                       | 3      | 津南役場前、見玉※10                                        | 切明※10            | 切明から国立公園境界まで約200m(徒歩3分)。                              |
| 森宮野原駅       | 南越後バス※9 | 森宮野原線                     | 4      | 津南役場前、山崎(越後田沢駅入口)                           | 清津峡入口         | 清津峡入口から国立公園境界(清津峡)まで約1900m(徒歩24分)。              |
| 越後湯沢駅       | 南越後バス※9 | 森宮野原線                     | 4      | 石打中央口                                                 | 清津峡入口         | 清津峡入口から国立公園境界(清津峡)まで約1900m(徒歩24分)。              |
| 越後湯沢駅       | 南越後バス※9 | 浅貝線                         | 10     | かぐら三俣スキー場入口、平標登山口、苗場プリンスホテル     | 西武クリスタル     | 下り始発便は苗場プリンスホテル通過。冬季は苗場スキー場前3～4便停車。   |
| 越後湯沢駅       | 南越後バス※9 | 土樽・蓬橋線                   | 7      | 岩原駅角、中里駅角、土樽(土樽駅)                           | 蓬橋               | 下り8便。国立公園境界(茂倉新道入口)まで約1700m(徒歩21分)。             |

※1 2020年10月1日現在。　※2 ローズクィーン交通(株)に運営委託。　※3 ジェイアールバス関東(株)　※4 JRバス関東に運営委託。　※5 JRバス関東、草軽交通(株)、西武観光バス(株)の3社運行。　※6 国道292号線の道路状況(白根山の火山活動)により当面の間運休。　※7 西部観光バス(株)　※8 ほたる温泉～白根火山間運休中。　※9 南越後観光バス(株)　※10 見玉～切明間は予約制デマンドバス。

#### 高速バス
本公園区域内もしくは本公園の入口を経由地あるいは終点とする一般乗合旅客自動車運送事業(乗合バス)のうち、遠隔地の大都市等とを結ぶ高速バス(長距離バス)は以下の通りである。（太字は本公園内の停留所）
| 主な起点 (駅など) | 運営主体                   | 路線・愛称             | 便数 | 主な経由地(停留所名)                         | 終点               | 備考                                                   |
| ----------------- | -------------------------- | ---------------------- | ---- | -------------------------------------------- | ------------------ | ------------------------------------------------------ |
| 東京駅            | 関越交通(株)               | 四万温泉号             | 1    | 渋川駅、中之条駅、温泉口、山口               | 四万温泉           | 12月～GWは2往復。起点は東雲車庫。                      |
| 東京駅            | 関越交通(株)               | 伊香保・四万温泉号     | 1    | 川越駅、渋川駅、伊香保温泉、温泉口、山口     | 四万温泉           | 10月末～GW運行。                                       |
| 東京駅            | ジェイアールバス関東(株)   | 伊香保・草津線(東京号) | 2    | 中之条駅入口、群馬原町駅入口、長野原草津口   | 草津温泉           | 繁忙期1往復増便。一部伊香保温泉経由。                  |
| 新宿駅            | ジェイアールバス関東(株)   | 伊香保・草津線         | 10   | 中之条駅入口、群馬原町駅入口、長野原草津口   | 草津温泉           | 一部伊香保温泉経由。                                   |
| 新宿駅            | ジェイアールバス関東(株)   | 佐久・小諸線           | 1    | 佐久平駅、小諸駅、高峰高原ホテル前           | 高峰高原(夏季のみ) | 冬季の終点はアサマ2000スキー場。                       |
| 新宿駅            | 新潟交通(株)、越後交通(株) | 長岡・新潟線           | 4    | 池袋駅、湯沢、六日町、新潟駅                 | 佐渡汽船ターミナル | 繁忙期は下り9便                                        |
| 新宿駅            | 西武観光バス(株)           | 千曲線(軽井沢便)       | 1    | 池袋駅、軽井沢駅前、星野温泉トンボの湯       | 西武軽井沢営業所   |                                                        |
| 新宿駅            | 西観※1、千曲バス(株)       | 千曲線(佐久便)         | 1    | 池袋駅、佐久平駅前、岩村田                   | 臼田               |                                                        |
| 新宿駅            | 西観※1、千曲バス(株)       | 千曲線(上田便)         | 1    | 池袋駅、小諸高原、東部湯の丸                 | 上田駅             |                                                        |
| 新宿駅            | 京王※2、アルピコ交通(株)   | 新宿長野線             | 15   | 中野坂上駅                                   | 長野駅             | 一部路線の終点はホテル国際21。                         |
| 池袋駅            | 西武※3、新潟※4、越後※5     | 長岡・新潟線           | 13   | 湯沢、六日町、新潟駅                         | 佐渡汽船ターミナル |                                                        |
| 池袋駅            | 西観、千曲バス(株)         | 千曲線(軽井沢便)       | 6    | 下落合駅、練馬駅                             | 軽井沢駅前         | 2便は中軽井沢経由御代田駅行。2便は西武軽井沢営業所行。 |
| 池袋駅            | 西観、千曲バス(株)         | 千曲線(佐久便)         | 3    | 佐久平駅前、岩村田                           | 臼田               |                                                        |
| 池袋駅            | 西観、千曲バス(株)         | 千曲線(上田便)         | 2    | 小諸高原、東部湯の丸、上田駅                 | 別所温泉           |                                                        |
| 池袋駅            | 西観、千曲バス(株)         | 千曲線(上田便)         | 3    | 小諸高原、東部湯の丸                         | 上田駅             |                                                        |
| 池袋駅            | 千曲バス(株)               | 千曲線(小諸便)         | 2    | 佐久平駅前、小諸駅前                         | 上田駅             | 上り1便は新宿駅(バスタ新宿)行き。                      |
| 池袋駅            | 長電バス(株)、アル※6       | 池袋長野線             | 5    | 下落合駅                                     | 長野駅             | 一部路線の終点は柳原。                                 |
| 渋谷駅            | 西武バス(株)               | 軽井沢線               | 1    | 軽井沢プリンスホテルウエスト、軽井沢駅前     | 東急HC旧軽井沢※7   | 起点は二子玉川ライズ・楽天クリムゾンハウス。           |
| 渋谷駅            | 京王、東急※8、上田※9       | 軽井沢・草津線         | 3    | 軽井沢駅前、北軽井沢、草津温泉               | 草津温泉ホテル櫻井 | 1便は二子玉川ライズ発、1便はたまプラーズ駅発。         |
| 立川駅            | 千曲バス(株)               | 立川軽井沢線           | 1    | 玉川上水駅、軽井沢駅、中軽井沢、佐久平駅     | 小諸駅             |                                                        |
| 新潟駅            | アイ・ケーアライアンス(株) | 新潟十日町線           | 2    | 三条・燕、小出、六日町                       | 十日町本町         | 終点は十日町車庫前。                                   |
| 松本※10           | アルピコ交通(株)           | 長野松本線             | 14   | 松本合同庁舎                                 | 長野駅             |                                                        |
| 飯田駅            | アル、伊那※11、信南※12     | みすずハイウェイバス   | 8    |                                              | 長野駅             |                                                        |
| 名古屋駅          | アルピコ交通(株)           | 名古屋長野線           | 1    | 栄                                           | 長野駅             |                                                        |
| 大阪駅            | ジェイアールバス関東(株)   | 長野-大阪線(青春号)    | 1    | 京都駅、長野駅、上田駅、東部湯の丸、佐久平駅 | 小諸駅             | 起点はユニバーサルスタジオジャパン。                   |

※1 西武観光バス(株)　※2 京王バス(株)　※3 西武バス(株)　※4 新潟交通(株)　※5 越後交通(株)　※6 アルピコ交通(株)　※7 東急ハーヴェストクラブ旧軽井沢　※8 (株)東急トランセ　※9 (株)上田バス　※10 松本バスターミナル　※11 伊那バス(株)　※12 信南交通(株)

### 車
本公園の入口に至る高速自動車国道(高速道路)の最寄りインターチェンジ(IC)は以下の通りである。
| 路線           | IC         | 最寄りの公園入口       | 公園入口までのルート(道路番号)※1※2 | 道程※1 | 公園内の主な施設、景勝地等までの道程(km)           | 区域外の主な拠点までの道程(km)        |
| -------------- | ---------- | ---------------------- | ---------------------------------- | ------ | -------------------------------------------------- | ------------------------------------- |
| 関越自動車道   | 渋川伊香保 | 中之条町大字四万       | 国17→国353                         | 36.0km | 四万温泉38、野反湖(野反ダム)72、万座温泉77         | 草津温泉56                            |
| 関越自動車道   | 月夜野     | みなかみ町大字真庭     | 国17                               | 14.1km | 川古温泉19、法師温泉23、苗場スキー場32、四万温泉35 | 猿ヶ京温泉15                          |
| 関越自動車道   | 水上       | みなかみ町大字阿能川   | 国291→群270                        | 7.1km  | 湯檜曽温泉8、谷川岳ロープウェイ土合口駅13          |                                       |
| 関越自動車道   | 湯沢       | 湯沢町大字神立         | 国17                               | 6.1km  | かぐらスキー場7、茂倉新道登山口10、苗場スキー場19  | 湯沢高原スキー場(ロープウェイ山麓駅)3 |
| 関越自動車道   | 塩沢石打   | 十日町市大字小出       | 国17→国353→新389                   | 11.8km | 清津峡12                                           | 苗場山小赤沢登山口46、切明温泉56      |
| 上信越自動車道 | 松井田妙義 | 安中市松井田町大字坂本 | 群51→国18                          | 9.8km  | めがね橋10、霧積温泉17                             |                                       |
| 上信越自動車道 | 碓井軽井沢 | 軽井沢町大字軽井沢     | 群92→長43→国18                     | 13.1km | 碓氷峠13、離山登山道17、白糸の滝23、鬼押出し園30   | 旧軽井沢13、草津温泉55                |
| 上信越自動車道 | 小諸       | 小諸市大字菱平         | 長79→長80号→チェリーパークライン   | 7.6km  | 車坂峠(高峰高原)18                                 |                                       |
| 上信越自動車道 | 東部湯の丸 | 東御市大字新張         | 長81→長79→長94                     | 11.7km | 地蔵峠(湯の丸高原)13、鹿沢温泉16                   |                                       |
| 上信越自動車道 | 上田菅平   | 上田市真田町長         | 国144                              | 16.0km | 鳥居峠18、菅平高原(菅平交差点)20                   | 角間温泉(角間渓谷入口)12              |
| 長野自動車道   | 須坂長野東 | 須坂市大字仁礼         | 国403→長58→国406                   | 10.0km | 米子大瀑布(駐車場)19、菅平高原(菅平交差点)20       |                                       |
| 長野自動車道   | 小布施※3   | 高山村大字奥山田       | 長343→長352→長66                   | 13.3km | 山田温泉14、万座温泉32                             | 草津温泉51                            |
| 長野自動車道   | 信州中野   | 山ノ内町大字平穏       | 長29(志賀中野有料道路)→国292       | 14.8km | スノーモンキーパーク16、志賀高原(蓮池)24、渋峠36   | 上林温泉16                            |
| 長野自動車道   | 豊田飯山   | 山ノ内町大字豊郷       | 国117→長38→長502                   | 33.0km | 野沢温泉スキー場(上の平高原)33                     | 野沢温泉20、切明温泉76                |

※1 最短のルートを記したものではない。　※2 国：国道、群：群馬県道、長：長野県道、新：新潟県道　※3 スマートインターチェンジ

## 管理機関：環境省地方環境事務所
| 名称                           | 所在地                                                      | 担当地域                                                           | 備考                       |
| ------------------------------ | ----------------------------------------------------------- | ------------------------------------------------------------------ | -------------------------- |
| 中部地方環境事務所             | 愛知県名古屋市中区三の丸2-5-2                               | 静岡県、山梨県を除く中部地方                                       |                            |
| ・信越自然環境事務所           | 長野県長野市旭町1108長野第一合同庁舎3階                     | 全体統括、長野県上田市                                             | 旧長野自然環境事務所       |
| ・上信越高原国立公園管理事務所 | 群馬県吾妻郡嬬恋村大字三原394-4                             | 群馬県域(みなかみ町以外)、長野県小諸市・東御市・軽井沢町・御代田町 | 旧万座自然保護管事務所     |
| ・志賀高原管理官事務所         | 長野県下高井郡山ノ内町大字平穏7148                          | 長野県須坂市、高山村、山ノ内町、木島平村、野沢温泉村、栄村         | 旧志賀高原自然保護管事務所 |
| ・谷川管理官事務所             | 群馬県利根郡みなかみ町月夜野1744-1みなかみ町観光センター2階 | 群馬県みなかみ町、新潟県域                                         | 旧谷川自然保護官事務所     |